# Elecciones legislativas de Argentina de 2003
Las elecciones legislativas de Argentina de 2003 tuvieron lugar entre los meses de abril y noviembre de 2003 para renovar la mitad de la Cámara de Diputados y un tercio del Senado.

## Cargos a elegir
| Provincia              | Fecha                    | Cámara de Diputados | Cámara de Diputados | Senado    | Senado    |
| Provincia              | Fecha                    | Diputados           | A renovar           | Senadores | A renovar |
| ---------------------- | ------------------------ | ------------------- | ------------------- | --------- | --------- |
| Buenos Aires           | 14 de septiembre de 2003 | 70                  | 35                  | 3         | —         |
| Ciudad de Buenos Aires | 24 de agosto de 2003     | 25                  | 12                  | 3         | —         |
| Catamarca              | 26 de octubre de 2003    | 5                   | 2                   | 3         | 3         |
| Chaco                  | 14 de septiembre de 2003 | 7                   | 3                   | 3         | —         |
| Chubut                 | 9 de noviembre de 2003   | 5                   | 3                   | 3         | 3         |
| Córdoba                | 5 de octubre de 2003     | 18                  | 9                   | 3         | 3         |
| Corrientes             | 23 de noviembre de 2003  | 7                   | 4                   | 3         | 3         |
| Entre Ríos             | 23 de noviembre de 2003  | 9                   | 4                   | 3         | —         |
| Formosa                | 19 de octubre de 2003    | 5                   | 3                   | 3         | —         |
| Jujuy                  | 14 de septiembre de 2003 | 6                   | 3                   | 3         | —         |
| La Pampa               | 26 de octubre de 2003    | 5                   | 2                   | 3         | 3         |
| La Rioja               | 27 de abril de 2003      | 5                   | 3                   | 3         | —         |
| Mendoza                | 26 de octubre de 2003    | 10                  | 5                   | 3         | 3         |
| Misiones               | 28 de septiembre de 2003 | 7                   | 4                   | 3         | —         |
| Neuquén                | 28 de septiembre de 2003 | 5                   | 2                   | 3         | —         |
| Río Negro              | 31 de agosto de 2003     | 5                   | 3                   | 3         | —         |
| Salta                  | 16 de noviembre de 2003  | 7                   | 4                   | 3         | —         |
| San Juan               | 5 de octubre de 2003     | 6                   | 3                   | 3         | —         |
| San Luis               | 23 de noviembre de 2003  | 5                   | 2                   | 3         | —         |
| Santa Cruz             | 14 de septiembre de 2003 | 5                   | 2                   | 3         | —         |
| Santa Fe               | 7 de septiembre de 2003  | 19                  | 10                  | 3         | 3         |
| Santiago del Estero    | 27 de abril de 2003      | 7                   | 4                   | 3         | —         |
| Tierra del Fuego       | 23 de noviembre de 2003  | 5                   | 3                   | 3         | —         |
| Tucumán                | 26 de octubre de 2003    | 9                   | 5                   | 3         | 3         |
| Total                  | Total                    | 257                 | 130                 | 72        | 24        |

## Resultados generales

### Cámara de Diputados
|  | 24,35 % |

|  | 2,82 % |

|  | 1,68 % |

|  | 1,30 % |

|  | 1,28 % |

|  | 1,27 % |

|  | 0,95 % |

|  | 0,88 % |

|  | 0,76 % |

|  | 0,72 % |

|  | 0,59 % |

|  | 0,57 % |

|  | 0,51 % |

|  | 0,42 % |

|  | 0,35 % |

|  | 0,24 % |

|  | 0,18 % |

|  | 0,16 % |

|  | 0,11 % |

|  | 0,10 % |

|  | 0,09 % |

|  | 0,08 % |

|  | 0,06 % |

|  | 0,06 % |

|  | 0,05 % |

|  | 0,04 % |

|  | 0,04 % |

|  | 0,02 % |

|  | 0,02 % |

|  | 0,02 % |

|  | 0,01 % |

|  | 0,01 % |

|  | 0,01 % |

|  | 0,01 % |

|  | 39,74 % |

|  | 4,70 % |

|  | 1,83 % |

|  | 1,77 % |

|  | 1,26 % |

|  | 1,24 % |

|  | 0,49 % |

|  | 0,45 % |

|  | 0,39 % |

|  | 0,34 % |

|  | 0,26 % |

|  | 0,25 % |

|  | 0,22 % |

|  | 0,11 % |

|  | 0,10 % |

|  | 0,05 % |

|  | 13,46 % |

|  | 4,81 % |

|  | 1,48 % |

|  | 1,12 % |

|  | 0,98 % |

|  | 0,66 % |

|  | 0,24 % |

|  | 0,11 % |

|  | 0,10 % |

|  | 0,10 % |

|  | 0,08 % |

|  | 0,04 % |

|  | 0,03 % |

|  | 0,02 % |

|  | 9,77 % |

|  | 1,84 % |

|  | 1,08 % |

|  | 0,48 % |

|  | 0,34 % |

|  | 0,27 % |

|  | 4,02 % |

|  | 3,88 % |

|  | 3,82 % |

|  | 0,04 % |

|  | 3,86 % |

|  | 2,68 % |

|  | 0,16 % |

|  | 0,05 % |

|  | 0,03 % |

|  | 0,01 % |

|  | 2,92 % |

|  | 2,76 % |

|  | 2,61 % |

|  | 1,70 % |

|  | 0,61 % |

|  | 0,11 % |

|  | 0,05 % |

|  | 2,46 % |

|  | 1,32 % |

|  | 0,66 % |

|  | 0,40 % |

|  | 1,06 % |

|  | 0,91 % |

|  | 0,04 % |

|  | 0,01 % |

|  | 0,96 % |

|  | 0,80 % |

|  | 0,78 % |

|  | 0,70 % |

|  | 0,65 % |

|  | 0,61 % |

|  | 0,58 % |

|  | 0,48 % |

|  | 0,46 % |

|  | 0,43 % |

|  | 0,41 % |

|  | 0,40 % |

|  | 0,39 % |

|  | 0,01 % |

|  | 0,01 % |

|  | 0,41 % |

|  | 0,33 % |

|  | 0,26 % |

|  | 0,04 % |

|  | 0,03 % |

|  | 0,34 % |

|  | 0,31 % |

|  | 0,25 % |

|  | 0,02 % |

|  | 0,27 % |

|  | 0,27 % |

|  | 0,24 % |

|  | 0,24 % |

|  | 0,23 % |

|  | 0,21 % |

|  | 0,19 % |

|  | 0,15 % |

|  | 0,14 % |

|  | 0,14 % |

|  | 0,13 % |

|  | 0,10 % |

|  | 0,10 % |

|  | 0,09 % |

|  | 0,09 % |

|  | 0,09 % |

|  | 0,08 % |

|  | 0,07 % |

|  | 0,06 % |

|  | 0,05 % |

|  | 0,04 % |

|  | 0,04 % |

|  | 0,04 % |

|  | 0,03 % |

|  | 0,03 % |

|  | 0,03 % |

|  | 0,02 % |

|  | 0,02 % |

|  | 0,02 % |

|  | 0,02 % |

|  | 0,02 % |

|  | 0,02 % |

|  | 0,02 % |

|  | 0,02 % |

|  | 0,02 % |

|  | 0,02 % |

|  | 0,01 % |

|  | 0,01 % |

|  | 0,01 % |

|  | 0,01 % |

|  | 0,01 % |

|  | 0,01 % |

|  | 0,01 % |

|  | 0,01 % |

|  | 0,01 % |

|  | 0,01 % |

|  | 0,01 % |

|  | 0,01 % |

|  | 0,00 % |

|  | 0,00 % |

|  | 0,00 % |

|  | 85,55 % |

|  | 13,16 % |

|  | 1,29 % |

|  | 71,88 % |

|  | 100 % |

### Senado
|  | 21,20 % |

|  | 9,87 % |

|  | 5,87 % |

|  | 1,80 % |

|  | 0,61 % |

|  | 0,34 % |

|  | 0,26 % |

|  | 0,20 % |

|  | 0,20 % |

|  | 0,14 % |

|  | 0,02 % |

|  | 40,51 % |

|  | 6,59 % |

|  | 5,82 % |

|  | 1,42 % |

|  | 0,90 % |

|  | 0,87 % |

|  | 15,60 % |

|  | 8,89 % |

|  | 0,53 % |

|  | 9,42 % |

|  | 7,62 % |

|  | 3,90 % |

|  | 0,38 % |

|  | 0,38 % |

|  | 0,12 % |

|  | 4,78 % |

|  | 1,41 % |

|  | 0,90 % |

|  | 0,82 % |

|  | 0,81 % |

|  | 3,94 % |

|  | 3,12 % |

|  | 2,74 % |

|  | 2,25 % |

|  | 1,60 % |

|  | 1,52 % |

|  | 1,09 % |

|  | 0,20 % |

|  | 0,09 % |

|  | 1,38 % |

|  | 0,76 % |

|  | 0,74 % |

|  | 0,65 % |

|  | 0,47 % |

|  | 0,46 % |

|  | 0,30 % |

|  | 0,27 % |

|  | 0,18 % |

|  | 0,08 % |

|  | 0,26 % |

|  | 0,23 % |

|  | 0,22 % |

|  | 0,18 % |

|  | 0,16 % |

|  | 0,12 % |

|  | 0,27 % |

|  | 0,14 % |

|  | 0,12 % |

|  | 0,08 % |

|  | 0,04 % |

|  | 0,03 % |

|  | 0,07 % |

|  | 0,07 % |

|  | 0,06 % |

|  | 0,06 % |

|  | 0,03 % |

|  | 0,03 % |

|  | 0,03 % |

|  | 0,01 % |

|  | 0,01 % |

|  | 84,85 % |

|  | 13,49 % |

|  | 1,66 % |

|  | 69,17 % |

|  | 100 % |

## Resultados por provincia

### Cámara de Diputados
|  | 40,73 % |

|  | 10,56 % |

|  | 9,78 % |

|  | 9,52 % |

|  | 7,62 % |

|  | 4,63 % |

|  | 4,40 % |

|  | 1,90 % |

|  | 1,79 % |

|  | 1,46 % |

|  | 1,32 % |

|  | 0,86 % |

|  | 0,74 % |

|  | 0,60 % |

|  | 0,60 % |

|  | 0,55 % |

|  | 0,54 % |

|  | 0,53 % |

|  | 0,43 % |

|  | 0,39 % |

|  | 0,36 % |

|  | 0,26 % |

|  | 0,25 % |

|  | 0,11 % |

|  | 0,07 % |

|  | 0,01 % |

|  | 81,47 % |

|  | 17,22 % |

|  | 1,31 % |

|  | 73,54 % |

|  | 100 % |

|  | 35,28 % |

|  | 13,43 % |

|  | 12,02 % |

|  | 10,17 % |

|  | 9,83 % |

|  | 8,87 % |

|  | 3,27 % |

|  | 1,53 % |

|  | 0,94 % |

|  | 0,73 % |

|  | 0,44 % |

|  | 0,36 % |

|  | 0,30 % |

|  | 0,29 % |

|  | 0,27 % |

|  | 0,26 % |

|  | 0,23 % |

|  | 0,18 % |

|  | 0,18 % |

|  | 0,17 % |

|  | 0,17 % |

|  | 0,13 % |

|  | 0,12 % |

|  | 0,11 % |

|  | 0,10 % |

|  | 0,09 % |

|  | 0,09 % |

|  | 0,09 % |

|  | 0,09 % |

|  | 0,08 % |

|  | 0,07 % |

|  | 0,06 % |

|  | 0,06 % |

|  | 95,63 % |

|  | 3,40 % |

|  | 0,97 % |

|  | 69,73 % |

|  | 100 % |

|  | 53,06 % |

|  | 24,78 % |

|  | 15,10 % |

|  | 1,97 % |

|  | 1,51 % |

|  | 1,45 % |

|  | 0,72 % |

|  | 0,69 % |

|  | 0,37 % |

|  | 0,35 % |

|  | 95,44 % |

|  | 3,39 % |

|  | 1,17 % |

|  | 56,97 % |

|  | 100 % |

|  | 43,89 % |

|  | 43,05 % |

|  | 5,22 % |

|  | 2,89 % |

|  | 2,51 % |

|  | 0,93 % |

|  | 0,80 % |

|  | 0,72 % |

|  | 89,78 % |

|  | 9,39 % |

|  | 0,83 % |

|  | 75,68 % |

|  | 100 % |

|  | 46,45 % |

|  | 38,38 % |

|  | 7,84 % |

|  | 3,23 % |

|  | 1,25 % |

|  | 1,17 % |

|  | 0,91 % |

|  | 0,77 % |

|  | 79,41 % |

|  | 19,41 % |

|  | 11,80 % |

|  | 75,28 % |

|  | 100 % |

|  | 33,34 % |

|  | 26,27 % |

|  | 4,54 % |

|  | 30,81 % |

|  | 17,63 % |

|  | 1,55 % |

|  | 1,32 % |

|  | 1,12 % |

|  | 21,62 % |

|  | 1,69 % |

|  | 1,56 % |

|  | 3,25 % |

|  | 2,50 % |

|  | 0,95 % |

|  | 0,89 % |

|  | 1,84 % |

|  | 1,82 % |

|  | 1,17 % |

|  | 0,78 % |

|  | 0,75 % |

|  | 0,68 % |

|  | 0,68 % |

|  | 0,39 % |

|  | 0,36 % |

|  | 0,02 % |

|  | 86,97 % |

|  | 11,16 % |

|  | 1,87 % |

|  | 68,16 % |

|  | 100 % |

|  | 34,34 % |

|  | 28,11 % |

|  | 0,82 % |

|  | 28,93 % |

|  | 8,31 % |

|  | 5,48 % |

|  | 4,56 % |

|  | 18,35 % |

|  | 10,01 % |

|  | 3,46 % |

|  | 1,98 % |

|  | 1,63 % |

|  | 1,31 % |

|  | 95,99 % |

|  | 2,41 % |

|  | 1,60 % |

|  | 60,15 % |

|  | 100 % |

|  | 44,82 % |

|  | 34,29 % |

|  | 18,06 % |

|  | 0,83 % |

|  | 0,75 % |

|  | 0,73 % |

|  | 0,52 % |

|  | 89,48 % |

|  | 9,50 % |

|  | 1,02 % |

|  | 78,36 % |

|  | 100 % |

|  | 71,89 % |

|  | 21,85 % |

|  | 0,60 % |

|  | 22,45 % |

|  | 1,85 % |

|  | 1,77 % |

|  | 1,65 % |

|  | 0,39 % |

|  | 88,98 % |

|  | 9,82 % |

|  | 1,20 % |

|  | 71,41 % |

|  | 100 % |

|  | 56,72 % |

|  | 32,97 % |

|  | 2,67 % |

|  | 2,22 % |

|  | 2,13 % |

|  | 0,95 % |

|  | 0,92 % |

|  | 0,71 % |

|  | 0,70 % |

|  | 78,79 % |

|  | 20,22 % |

|  | 0,98 % |

|  | 74,48 % |

|  | 100 % |

|  | 49,73 % |

|  | 26,17 % |

|  | 18,31 % |

|  | 1,82 % |

|  | 1,81 % |

|  | 1,25 % |

|  | 0,91 % |

|  | 84,58 % |

|  | 14,67 % |

|  | 0,75 % |

|  | 81,10 % |

|  | 100 % |

|  | 65,46 % |

|  | 30,39 % |

|  | 2,42 % |

|  | 1,14 % |

|  | 0,46 % |

|  | 0,13 % |

|  | 81,23 % |

|  | 18,11 % |

|  | 0,67 % |

|  | 82,00 % |

|  | 100 % |

|  | 29,75 % |

|  | 7,41 % |

|  | 37,16 % |

|  | 34,43 % |

|  | 0,89 % |

|  | 9,73 % |

|  | 4,96 % |

|  | 4,71 % |

|  | 1,79 % |

|  | 1,59 % |

|  | 1,11 % |

|  | 0,76 % |

|  | 0,69 % |

|  | 0,61 % |

|  | 0,56 % |

|  | 0,53 % |

|  | 0,48 % |

|  | 91,56 % |

|  | 6,85 % |

|  | 1,59 % |

|  | 76,05 % |

|  | 100 % |

|  | 45,96 % |

|  | 34,12 % |

|  | 14,24 % |

|  | 3,02 % |

|  | 1,81 % |

|  | 0,61 % |

|  | 0,24 % |

|  | 93,63 % |

|  | 5,49 % |

|  | 0,88 % |

|  | 77,03 % |

|  | 100 % |

|  | 45,10 % |

|  | 13,12 % |

|  | 7,92 % |

|  | 6,96 % |

|  | 4,77 % |

|  | 4,48 % |

|  | 3,82 % |

|  | 3,35 % |

|  | 3,33 % |

|  | 2,95 % |

|  | 1,34 % |

|  | 1,05 % |

|  | 1,04 % |

|  | 0,78 % |

|  | 80,15 % |

|  | 18,05 % |

|  | 1,80 % |

|  | 77,94 % |

|  | 100 % |

|  | 35,40 % |

|  | 22,08 % |

|  | 8,18 % |

|  | 30,25 % |

|  | 16,96 % |

|  | 10,96 % |

|  | 1,92 % |

|  | 1,88 % |

|  | 1,55 % |

|  | 1,06 % |

|  | 83,53 % |

|  | 14,83 % |

|  | 1,64 % |

|  | 73,97 % |

|  | 100 % |

|  | 48,62 % |

|  | 23,19 % |

|  | 16,51 % |

|  | 7,64 % |

|  | 0,98 % |

|  | 0,90 % |

|  | 0,87 % |

|  | 0,82 % |

|  | 0,47 % |

|  | 89,45 % |

|  | 9,82 % |

|  | 0,73 % |

|  | 68,20 % |

|  | 100 % |

|  | 36,34 % |

|  | 2,98 % |

|  | 39,32 % |

|  | 27,67 % |

|  | 18,39 % |

|  | 7,43 % |

|  | 2,18 % |

|  | 1,17 % |

|  | 0,93 % |

|  | 0,92 % |

|  | 0,80 % |

|  | 0,68 % |

|  | 0,51 % |

|  | 90,51 % |

|  | 8,04 % |

|  | 1,45 % |

|  | 77,39 % |

|  | 100 % |

|  | 71,11 % |

|  | 11,09 % |

|  | 10,60 % |

|  | 3,08 % |

|  | 2,70 % |

|  | 1,41 % |

|  | 93,22 % |

|  | 6,05 % |

|  | 0,73 % |

|  | 61,91 % |

|  | 100 % |

|  | 74,66 % |

|  | 20,57 % |

|  | 2,61 % |

|  | 2,16 % |

|  | 75,64 % |

|  | 23,24 % |

|  | 1,12 % |

|  | 76,26 % |

|  | 100 % |

|  | 51,62 % |

|  | 32,64 % |

|  | 8,81 % |

|  | 3,03 % |

|  | 0,82 % |

|  | 0,48 % |

|  | 0,40 % |

|  | 0,37 % |

|  | 0,32 % |

|  | 0,29 % |

|  | 0,27 % |

|  | 0,24 % |

|  | 0,21 % |

|  | 0,20 % |

|  | 0,18 % |

|  | 0,11 % |

|  | 76,35 % |

|  | 22,45 % |

|  | 1,20 % |

|  | 75,70 % |

|  | 100 % |

|  | 31,52 % |

|  | 28,62 % |

|  | 16,72 % |

|  | 7,60 % |

|  | 4,17 % |

|  | 4,00 % |

|  | 3,47 % |

|  | 2,56 % |

|  | 0,88 % |

|  | 0,46 % |

|  | 92,56 % |

|  | 6,86 % |

|  | 0,58 % |

|  | 68,04 % |

|  | 100 % |

|  | 32,50 % |

|  | 26,39 % |

|  | 18,23 % |

|  | 8,21 % |

|  | 6,23 % |

|  | 3,14 % |

|  | 2,82 % |

|  | 2,49 % |

|  | 92,52 % |

|  | 2,70 % |

|  | 4,77 % |

|  | 69,18 % |

|  | 100 % |

|  | 29,75 % |

|  | 21,19 % |

|  | 17,96 % |

|  | 8,82 % |

|  | 8,13 % |

|  | 4,47 % |

|  | 3,71 % |

|  | 2,07 % |

|  | 1,81 % |

|  | 1,45 % |

|  | 0,33 % |

|  | 94,10 % |

|  | 3,63 % |

|  | 2,27 % |

|  | 51,14 % |

|  | 100 % |

1. ↑  Renunció el 9 de diciembre de 2005, la reemplaza Adriana Elsa Coirini el 14 de diciembre de 2005.
2. ↑  Nunca asumió, lo reemplaza Gustavo Enrique Ferri el 10 de diciembre de 2003.
3. ↑  Renunció el 11 de agosto de 2004, lo reemplaza Aníbal Jesús Stella el 11 de agosto de 2004.
4. ↑  Nunca asumió, lo reemplaza Jorge Alberto Landau el 16 de marzo de 2005.
5. ↑  Nunca asumió, lo reemplaza Lilia Estrella Marina Cassese el 2 de marzo de 2004.
6. ↑  Falleció el 9 de junio de 2007, lo reemplaza Aníbal Ernesto Leguizamón el 27 de junio de 2007.
7. ↑  Renunció el 6 de septiembre de 2006, la reemplaza Elsa Quiroz el 7 de septiembre de 2006.
8. ↑  Renunció el 4 de mayo de 2007, lo reemplaza Rafael Martínez Raymonda el 6 de junio de 2007.
9. ↑  Renunció el 29 de marzo de 2006, lo reemplaza Amelia de los Milagros López el 5 de abril de 2006.
10. ↑  Falleció el 19 de diciembre de 2004, lo reemplaza Ana María Carmen Monayar el 16 de marzo de 2005.
11. ↑  Renunció el 28 de noviembre de 2007, lo reemplaza Pedro Ramón Ademar Vera el 4 de diciembre de 2007.
12. ↑  Renunció el 9 de diciembre de 2005, lo reemplaza Eduardo Víctor Cavadini el 14 de diciembre de 2005.
13. ↑  Renunció el 6 de noviembre de 2007, lo reemplaza Guillermo Martinelli el 7 de noviembre de 2007.
14. ↑  Renunció el 9 de diciembre de 2005, lo reemplaza Héctor Omar Torino el 14 de diciembre de 2005.
15. ↑  Renunció el 15 de agosto de 2007, la reemplaza Ivana María Bianchi el 15 de agosto de 2007.
16. ↑  Renunció el 29 de marzo de 2006, lo reemplaza Dante Omar Canevarolo el 29 de marzo de 2003.
17. ↑  Renunció el 14 de noviembre de 2007, no fue reemplazado.
18. ↑  Renunció el 2 de noviembre de 2006, lo reemplaza Carlos Alfredo Anauate el 6 de junio de 2007.
19. ↑  Renunció el 6 de noviembre de 2007, lo reemplaza Nancy Evangelina Bulacio el 7 de noviembre de 2007.

### Senado
- Catamarca
- Chubut
- Córdoba
- Corrientes
- La Pampa
- Mendoza
- Santa Fe
- Tucumán

|  | 53,96 % |

|  | 24,52 % |

|  | 14,65 % |

|  | 1,86 % |

|  | 1,48 % |

|  | 1,43 % |

|  | 0,72 % |

|  | 0,70 % |

|  | 0,35 % |

|  | 0,34 % |

|  | 95,76 % |

|  | 3,05 % |

|  | 1,18 % |

|  | 56,97 % |

|  | 100 % |

|  | 47,47 % |

|  | 37,82 % |

|  | 7,45 % |

|  | 3,24 % |

|  | 1,23 % |

|  | 1,14 % |

|  | 0,91 % |

|  | 0,75 % |

|  | 80,08 % |

|  | 18,55 % |

|  | 1,37 % |

|  | 75,28 % |

|  | 100 % |

|  | 36,91 % |

|  | 28,50 % |

|  | 19,43 % |

|  | 3,07 % |

|  | 2,72 % |

|  | 1,03 % |

|  | 0,97 % |

|  | 2,00 % |

|  | 1,98 % |

|  | 1,27 % |

|  | 0,86 % |

|  | 0,82 % |

|  | 0,74 % |

|  | 0,74 % |

|  | 0,44 % |

|  | 0,39 % |

|  | 0,11 % |

|  | 0,02 % |

|  | 79,76 % |

|  | 18,25 % |

|  | 1,99 % |

|  | 68,16 % |

|  | 100 % |

|  | 35,09 % |

|  | 28,82 % |

|  | 8,77 % |

|  | 5,82 % |

|  | 4,81 % |

|  | 19,40 % |

|  | 9,52 % |

|  | 2,60 % |

|  | 1,77 % |

|  | 1,59 % |

|  | 1,21 % |

|  | 95,67 % |

|  | 2,41 % |

|  | 1,92 % |

|  | 60,15 % |

|  | 100 % |

|  | 50,05 % |

|  | 26,39 % |

|  | 17,84 % |

|  | 1,81 % |

|  | 1,77 % |

|  | 1,26 % |

|  | 0,87 % |

|  | 85,58 % |

|  | 13,50 % |

|  | 0,93 % |

|  | 81,10 % |

|  | 100 % |

|  | 35,02 % |

|  | 0,90 % |

|  | 35,92 % |

|  | 28,49 % |

|  | 7,14 % |

|  | 35,63 % |

|  | 9,79 % |

|  | 5,45 % |

|  | 4,97 % |

|  | 1,82 % |

|  | 1,61 % |

|  | 1,13 % |

|  | 0,77 % |

|  | 0,70 % |

|  | 0,61 % |

|  | 0,57 % |

|  | 0,54 % |

|  | 0,49 % |

|  | 91,16 % |

|  | 7,18 % |

|  | 1,67 % |

|  | 76,05 % |

|  | 100 % |

|  | 56,73 % |

|  | 29,49 % |

|  | 7,90 % |

|  | 2,98 % |

|  | 0,74 % |

|  | 0,44 % |

|  | 0,37 % |

|  | 0,33 % |

|  | 0,27 % |

|  | 0,24 % |

|  | 0,22 % |

|  | 0,19 % |

|  | 0,09 % |

|  | 81,37 % |

|  | 17,40 % |

|  | 1,23 % |

|  | 75,70 % |

|  | 100 % |

|  | 33,79 % |

|  | 19,55 % |

|  | 15,31 % |

|  | 9,43 % |

|  | 6,99 % |

|  | 5,04 % |

|  | 4,14 % |

|  | 2,16 % |

|  | 1,79 % |

|  | 1,45 % |

|  | 0,36 % |

|  | 93,69 % |

|  | 3,86 % |

|  | 2,45 % |

|  | 51,14 % |

|  | 100 % |

1. ↑  El Senado no le deja asumir, lo reemplaza Isabel Viudes el 15 de marzo de 2006.
2. ↑  Renunció el 9 de diciembre de 2007, lo reemplaza Mónica Troadello el 10 de diciembre de 2007.
3. ↑  Renunció el 7 de noviembre de 2007, lo reemplaza Carlos Salazar el 7 de noviembre de 2007.

## Boletas en Capital Federal

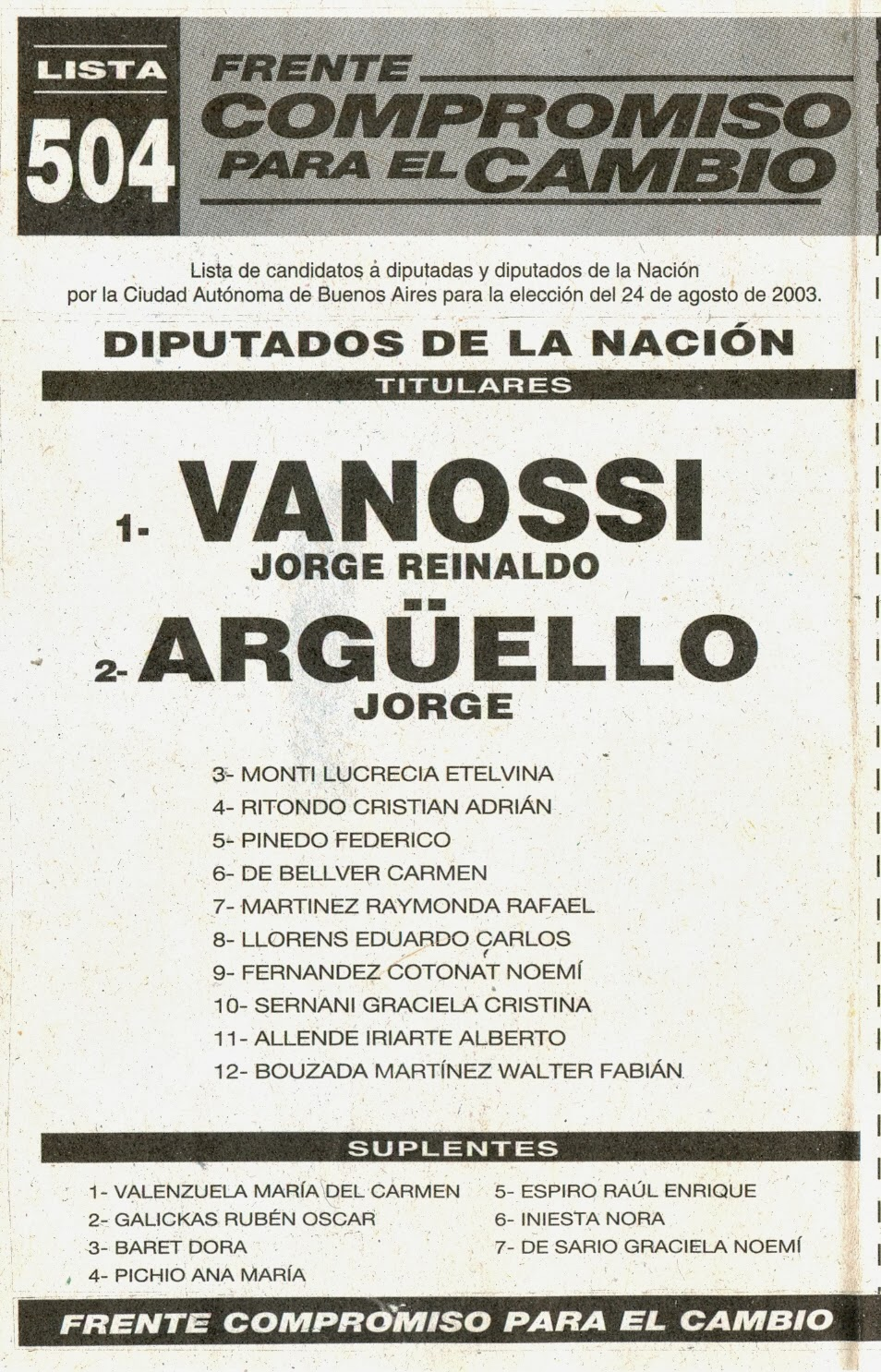
Compromiso para el Cambio
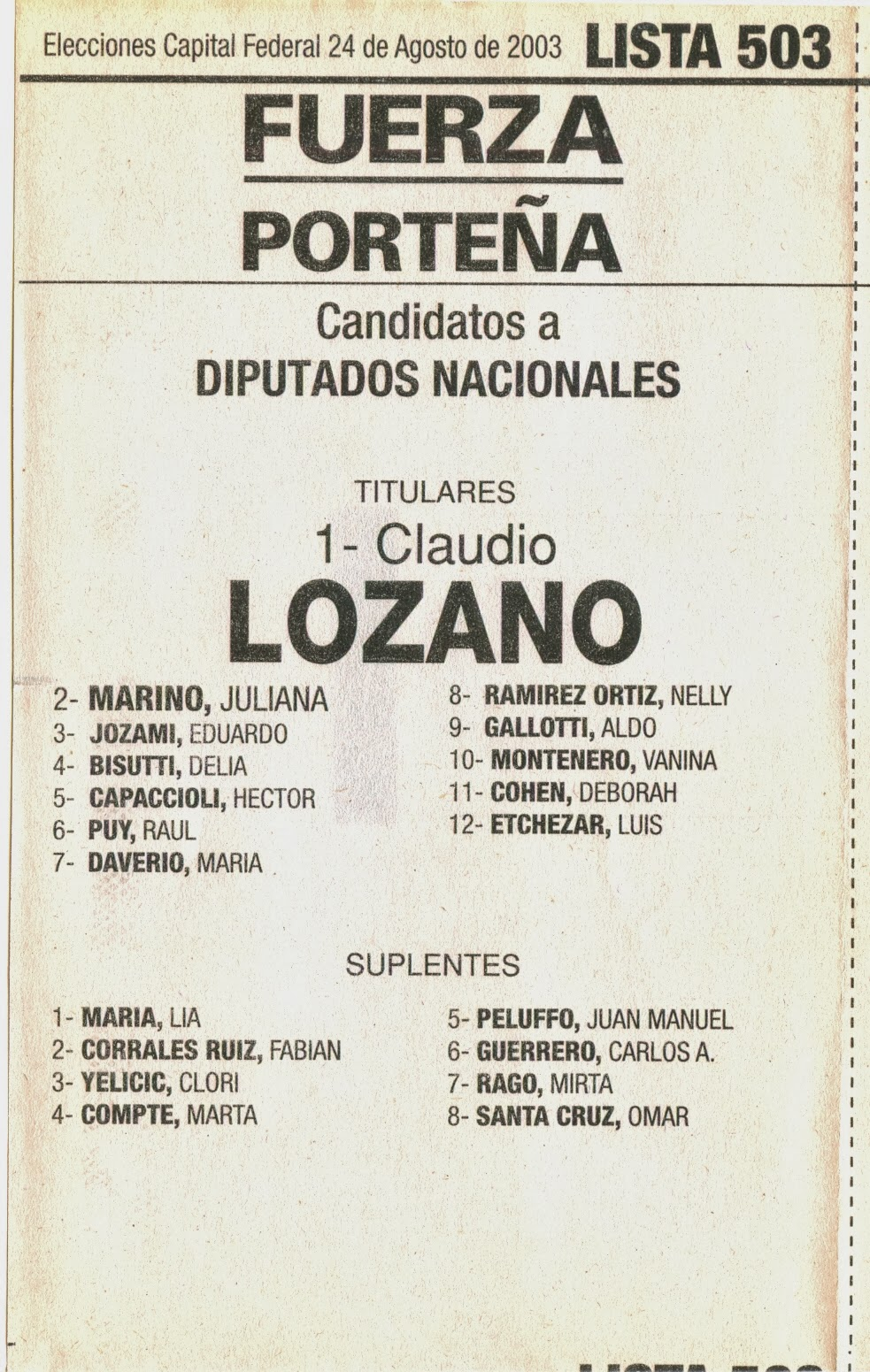
Fuerza Porteña
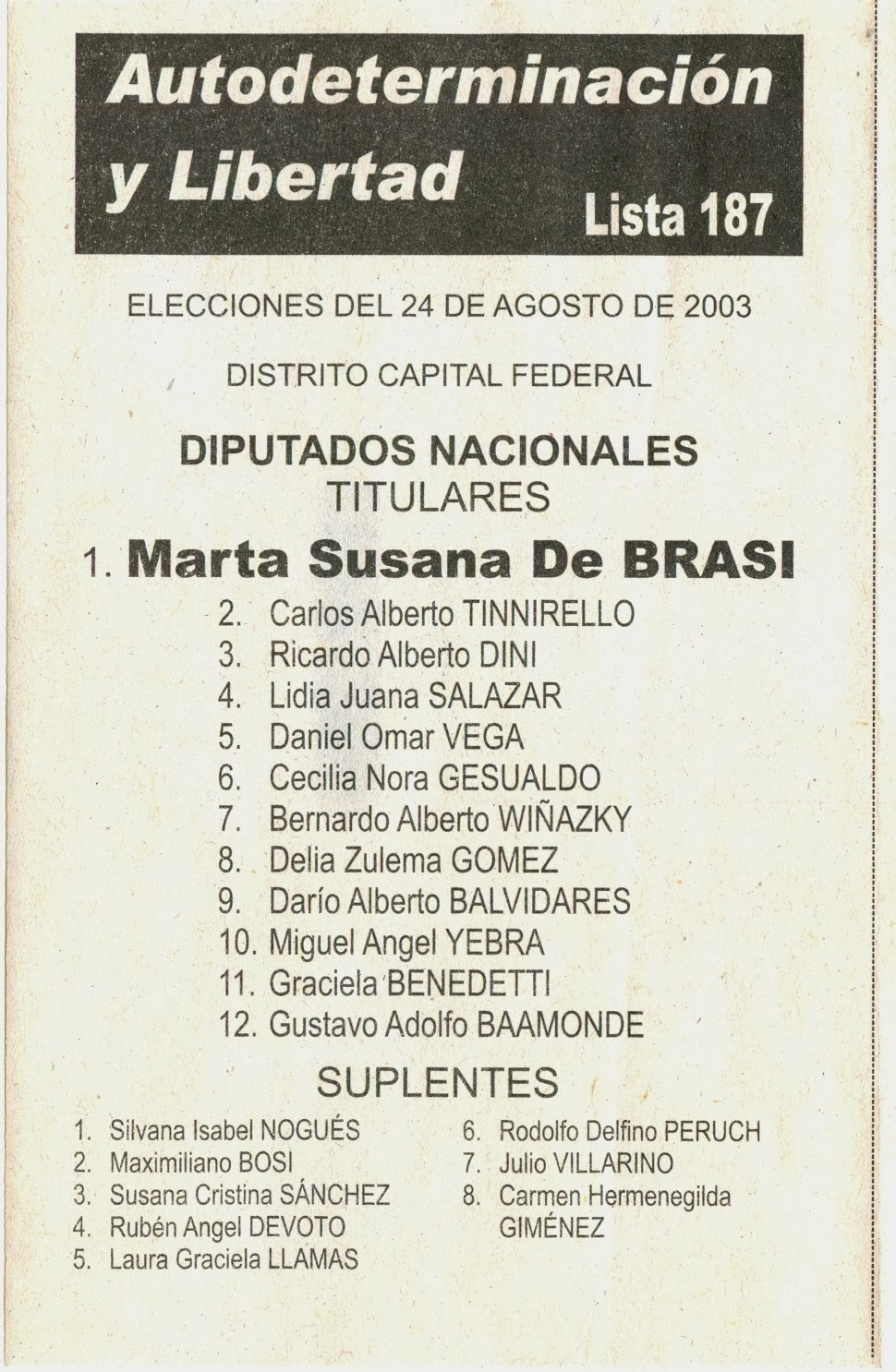
Autodeterminación y Libertad
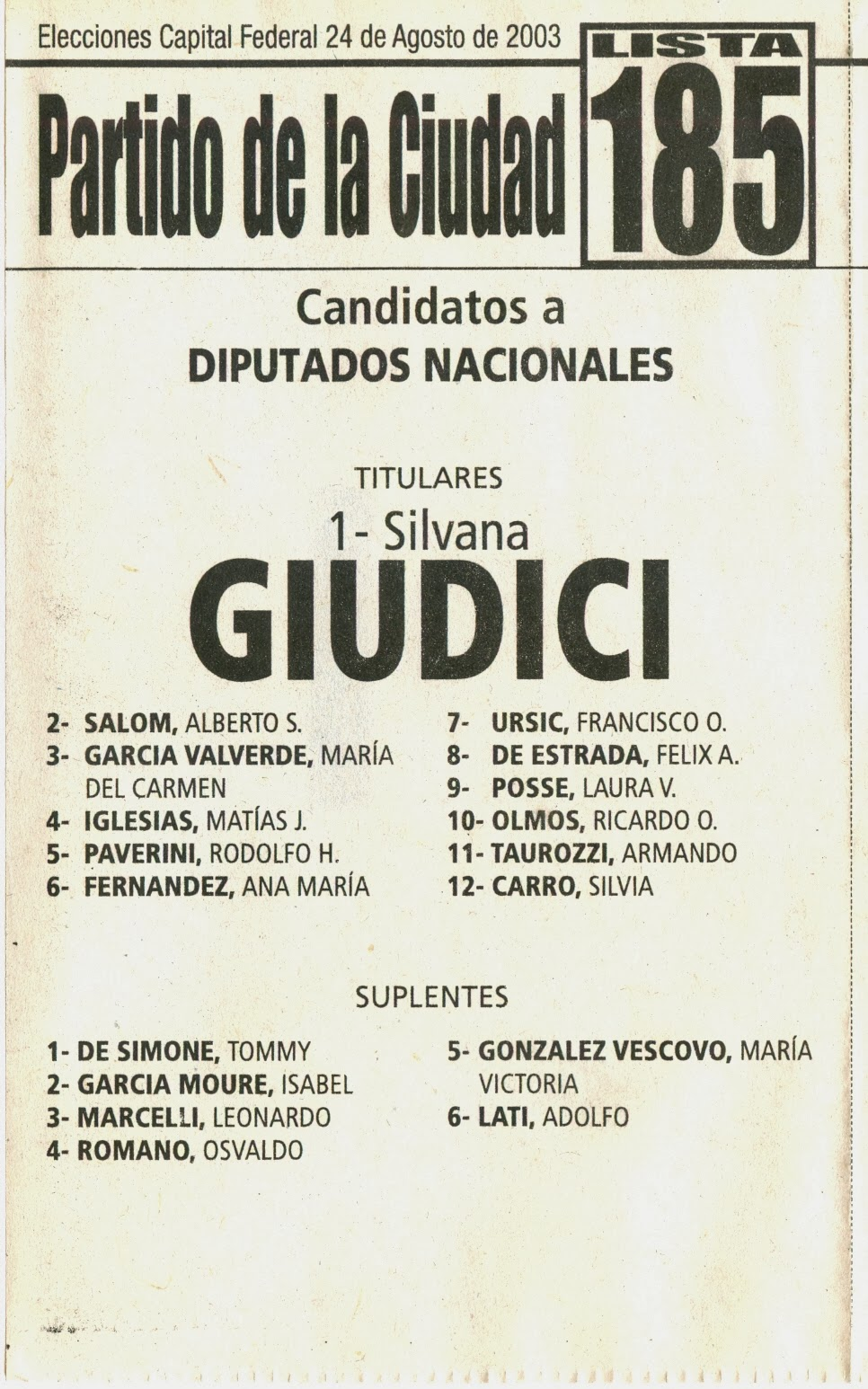
Partido de la Ciudad
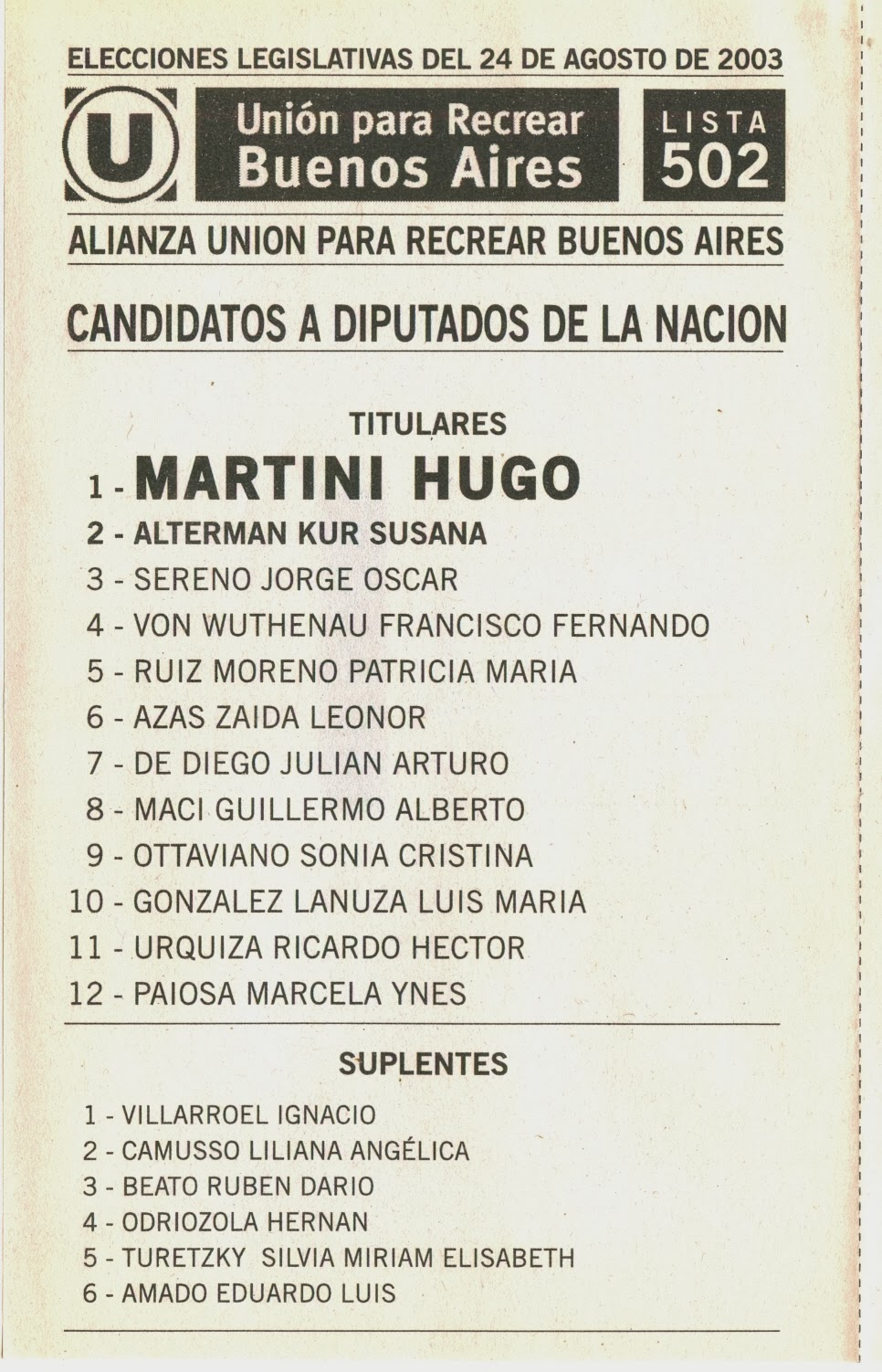
Unión para Recrear Buenos Aires
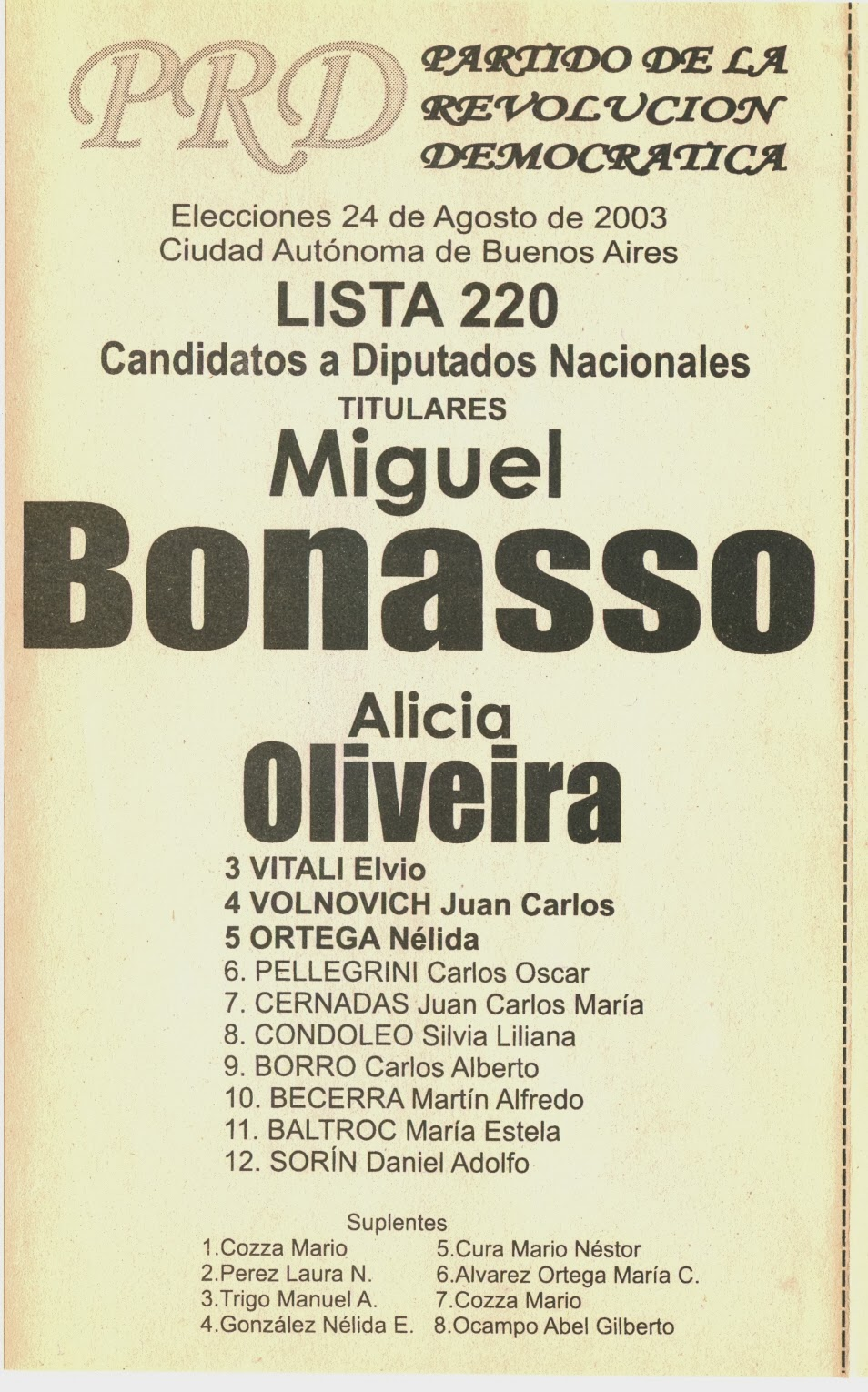
Partido de la Revolución Democrática
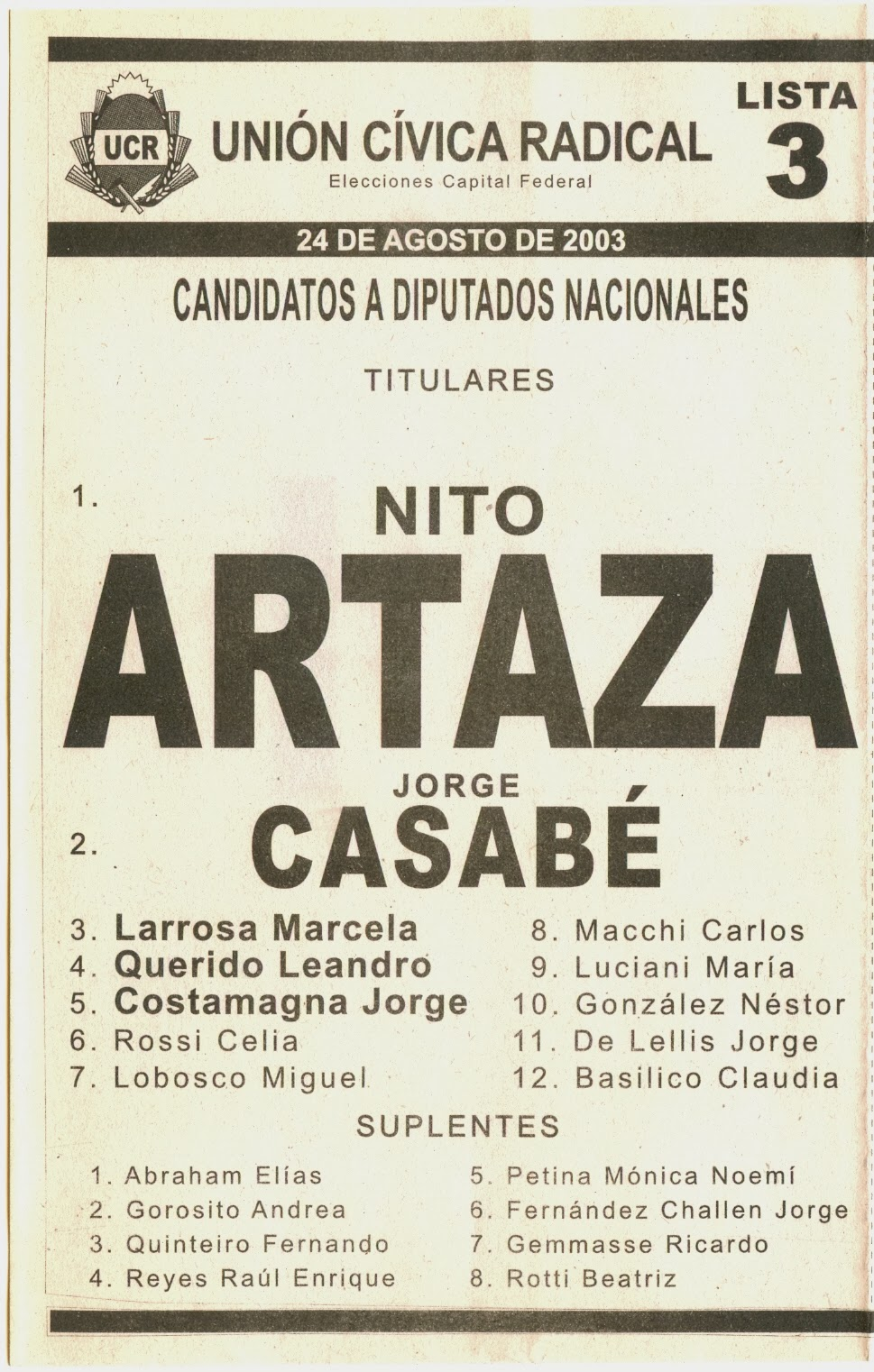
Unión Cívica Radical
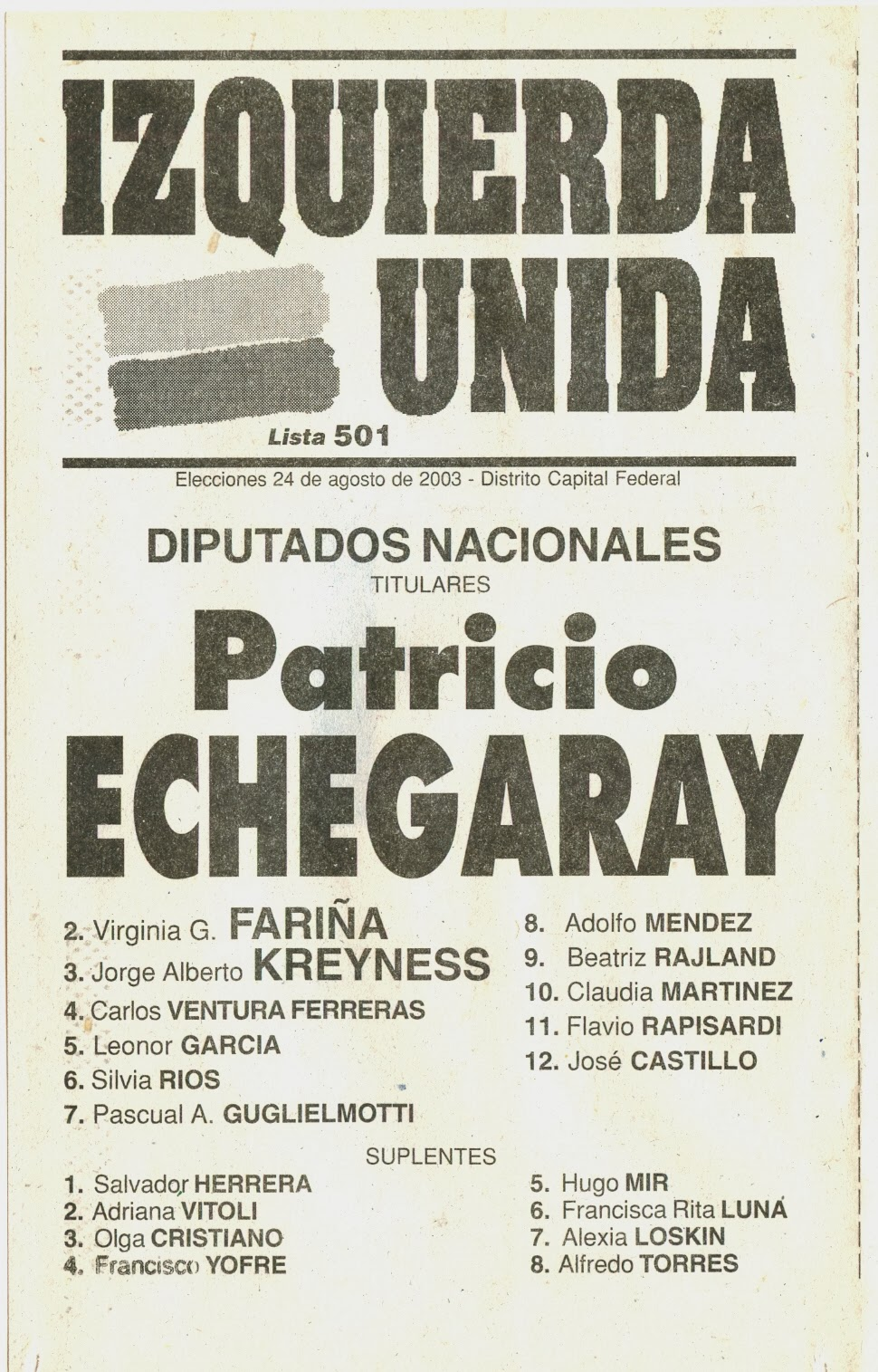
Izquierda Unida
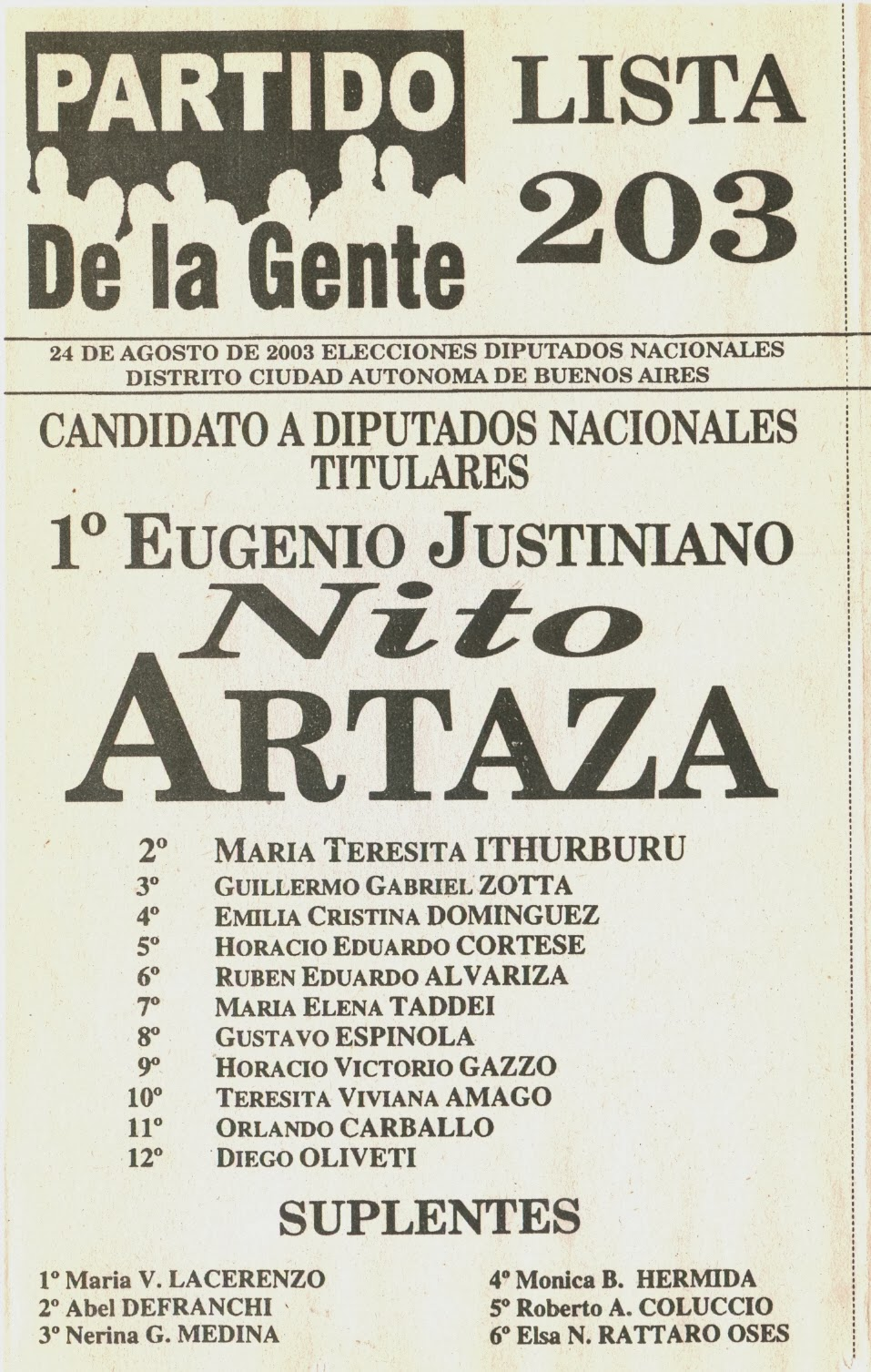
Partido de la Gente
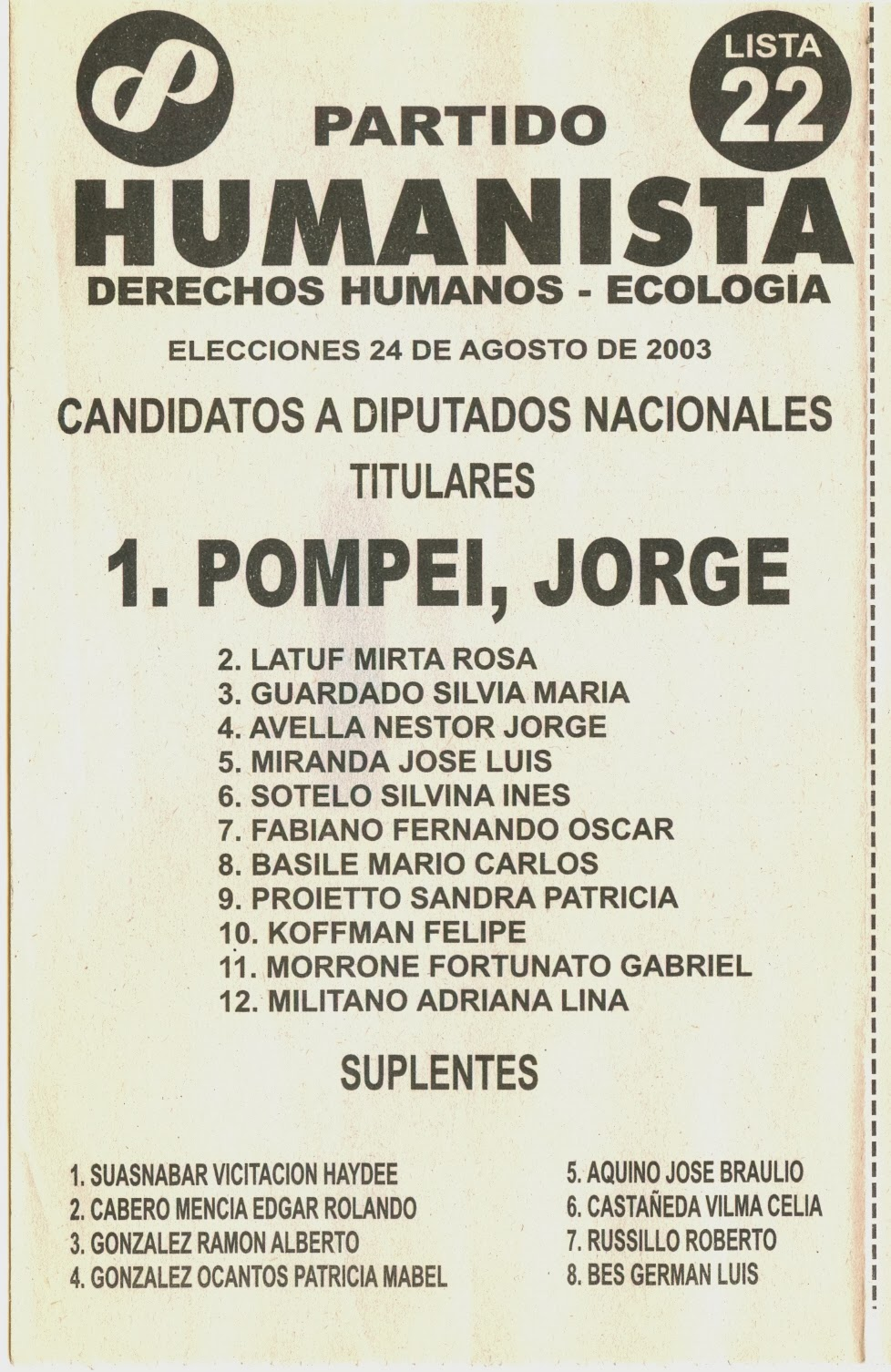
Partido Humanista
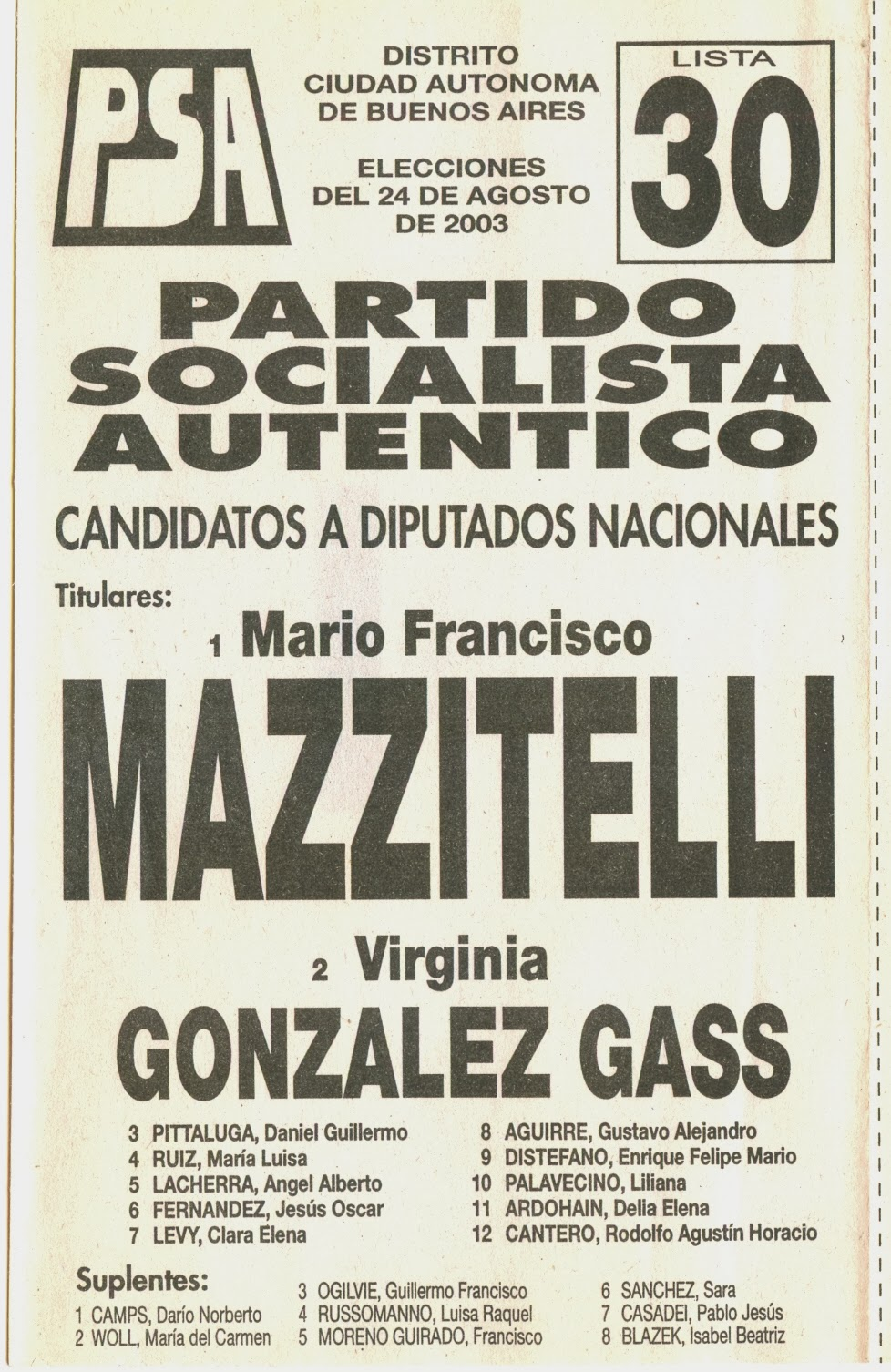
Partido Socialista Auténtico
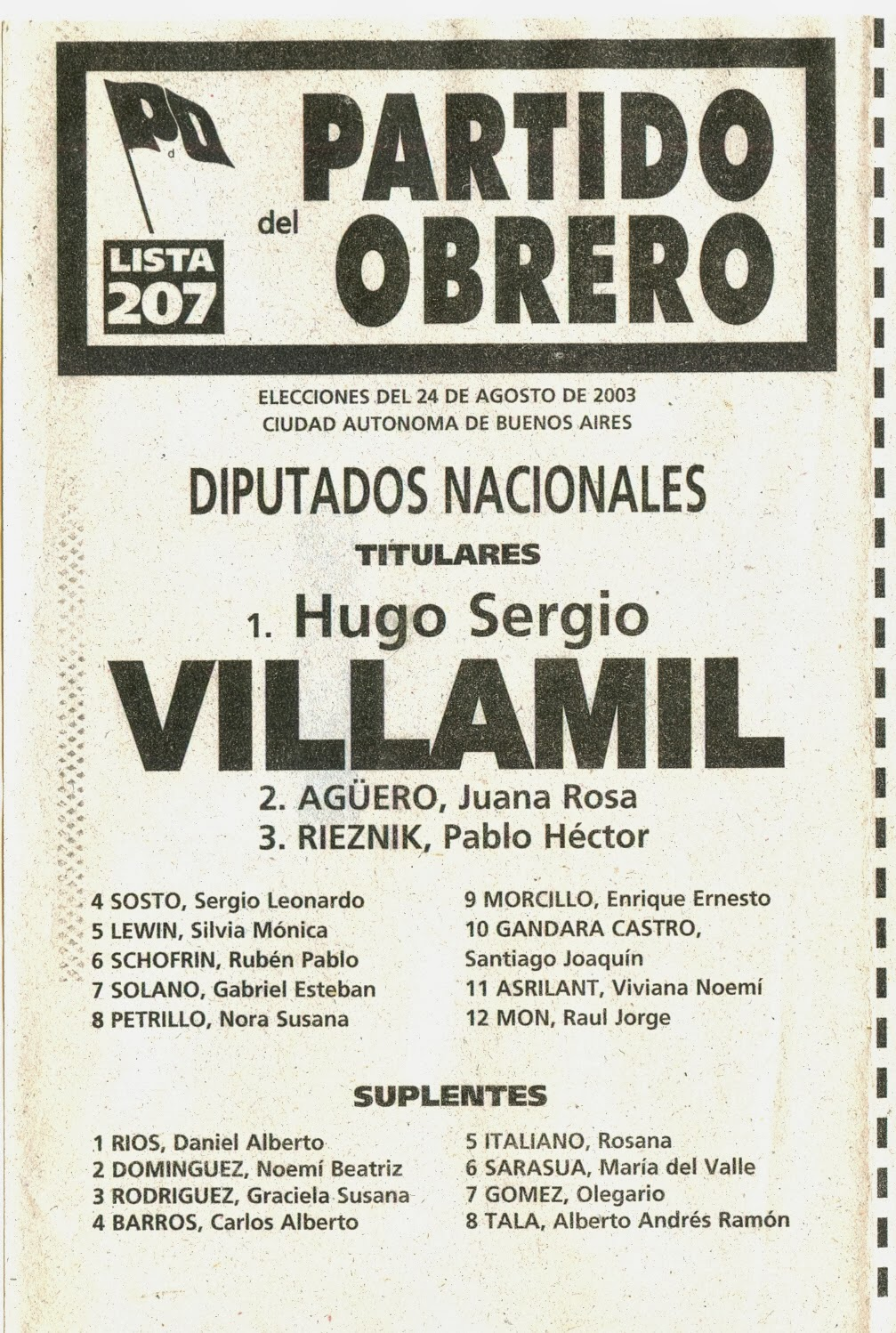
Partido del Obrero
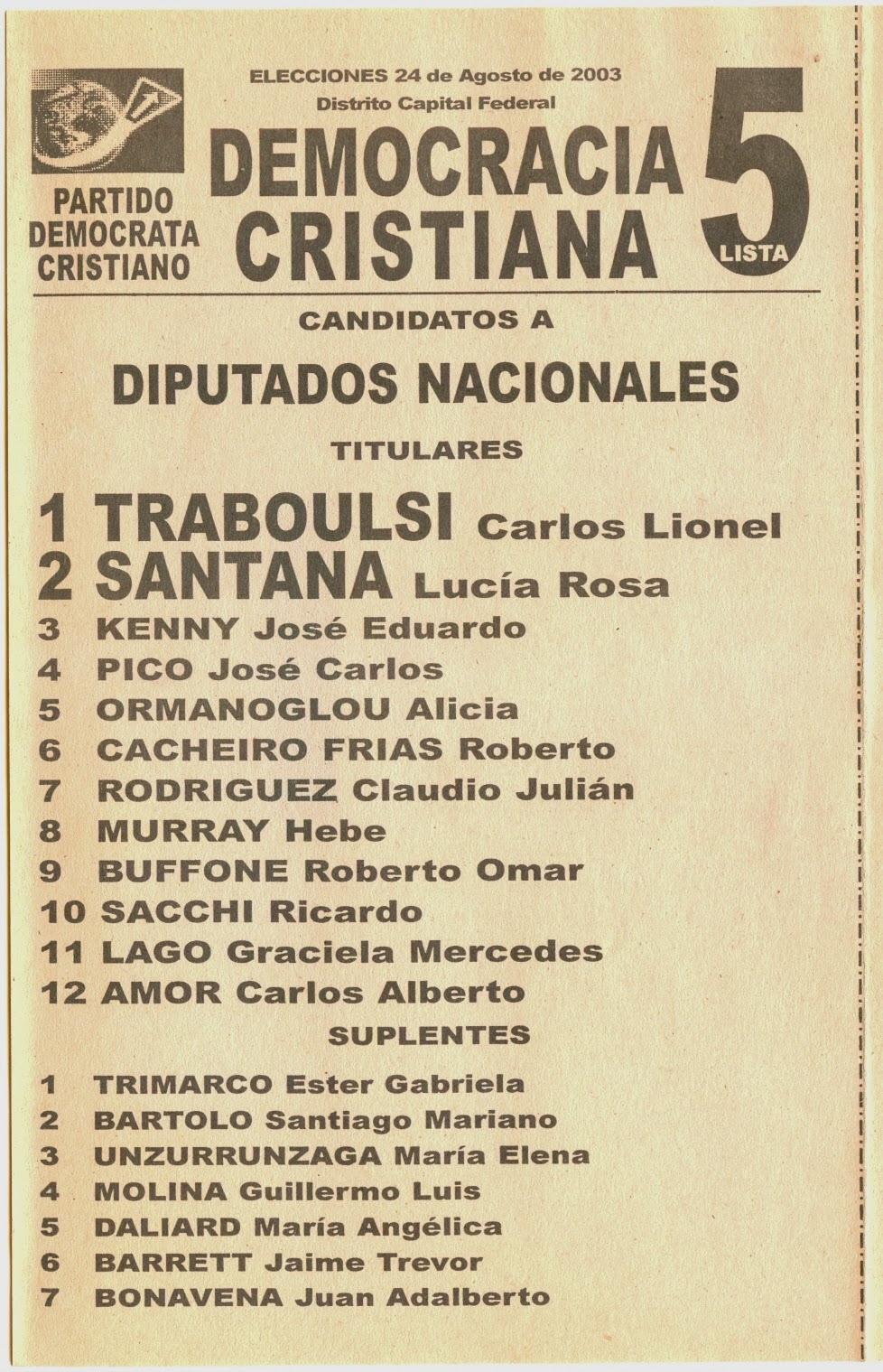
Partido Demócrata Cristiano
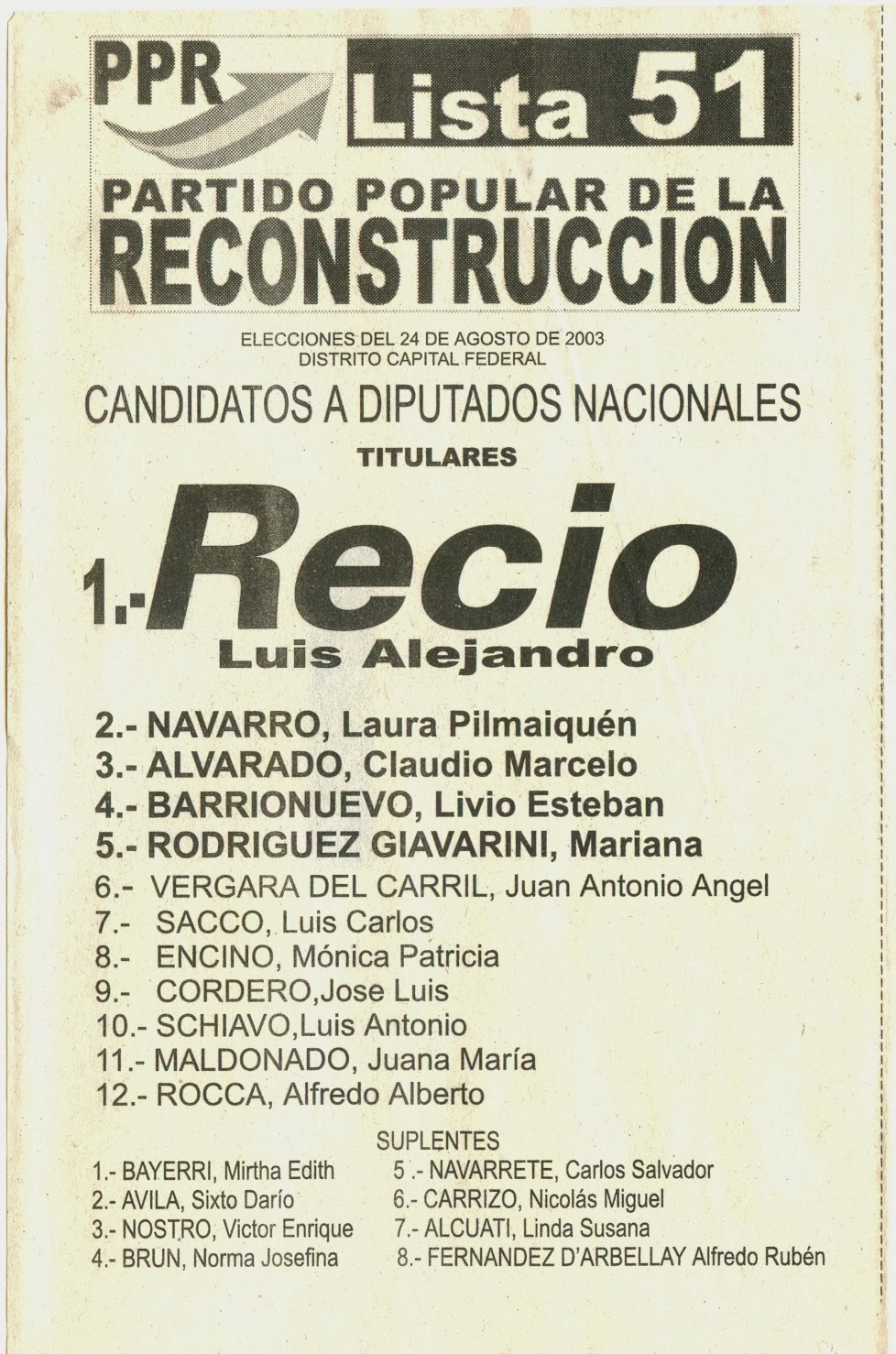
Partido Popular de la Reconstrucción
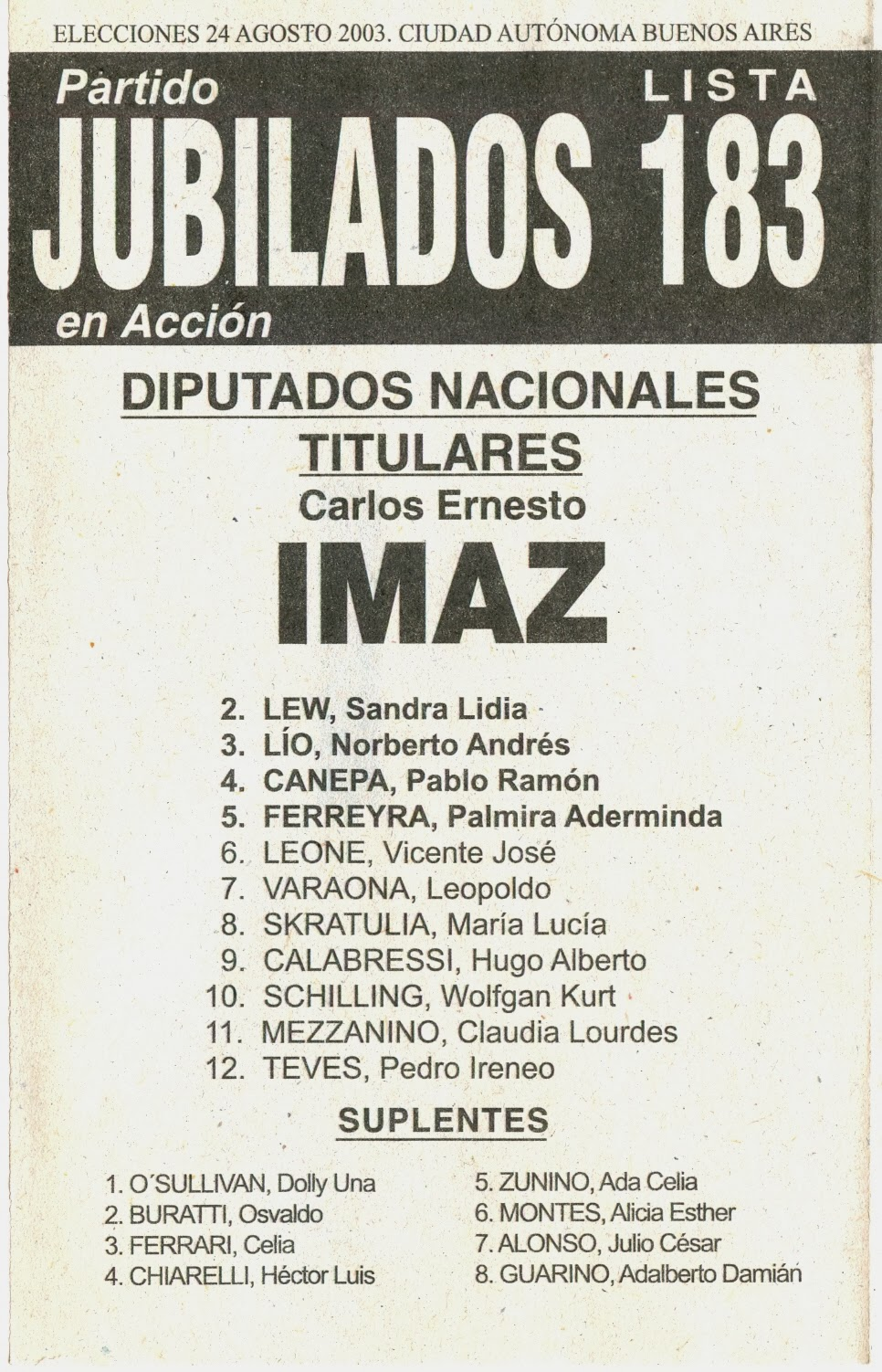
Jubilados en Acción
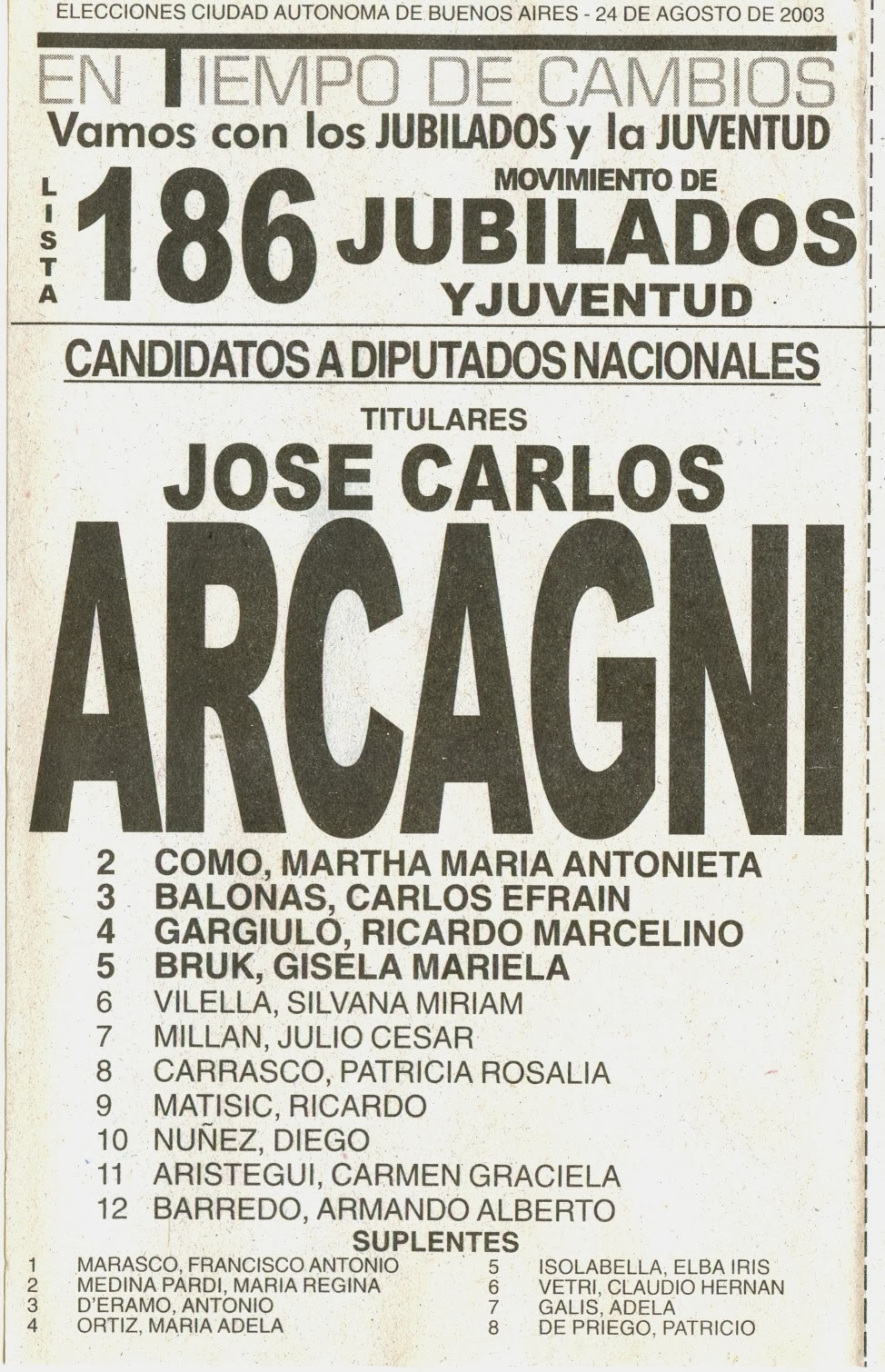
Movimiento Jubilados y Juventud
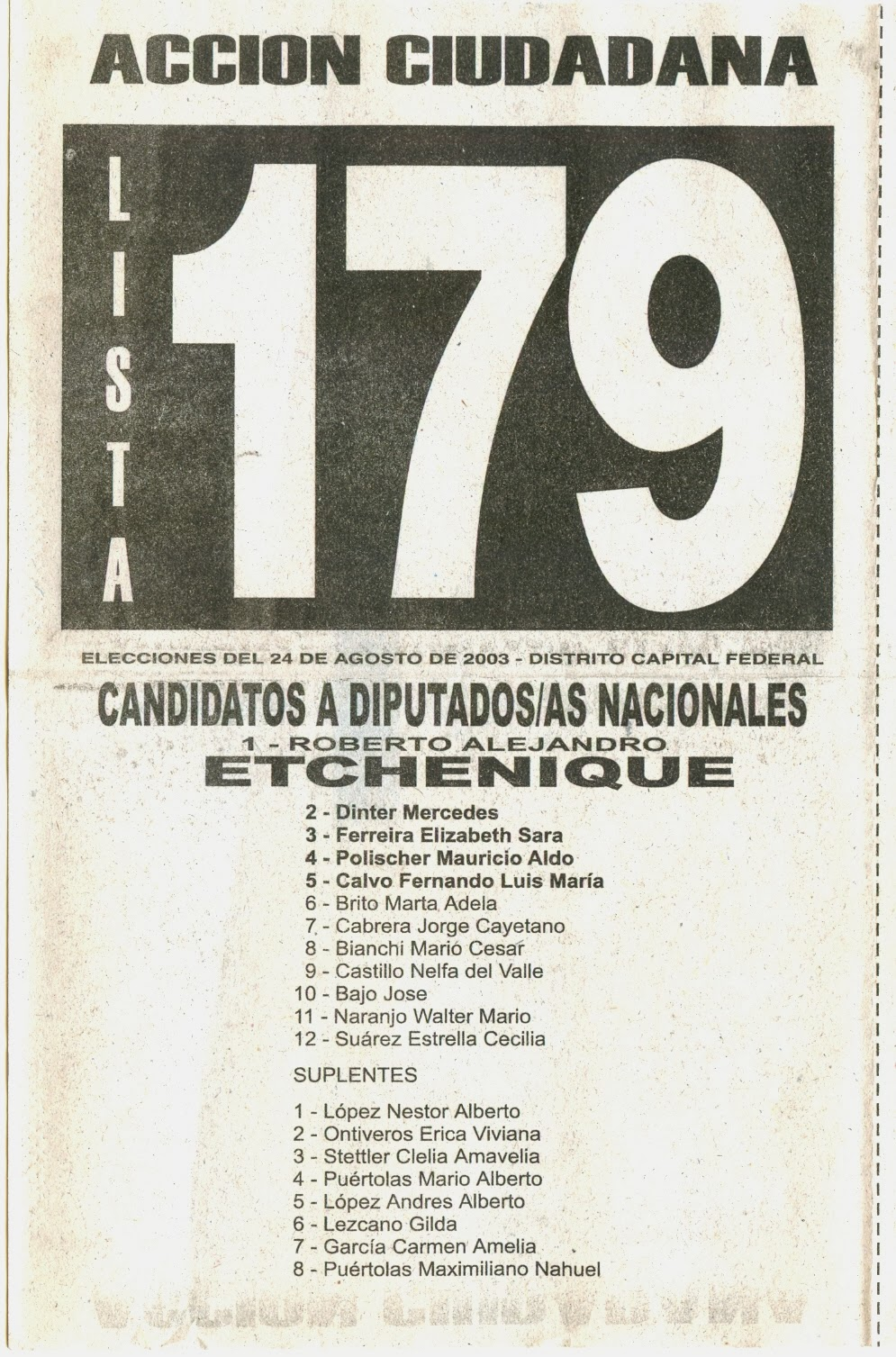
Acción Ciudadana
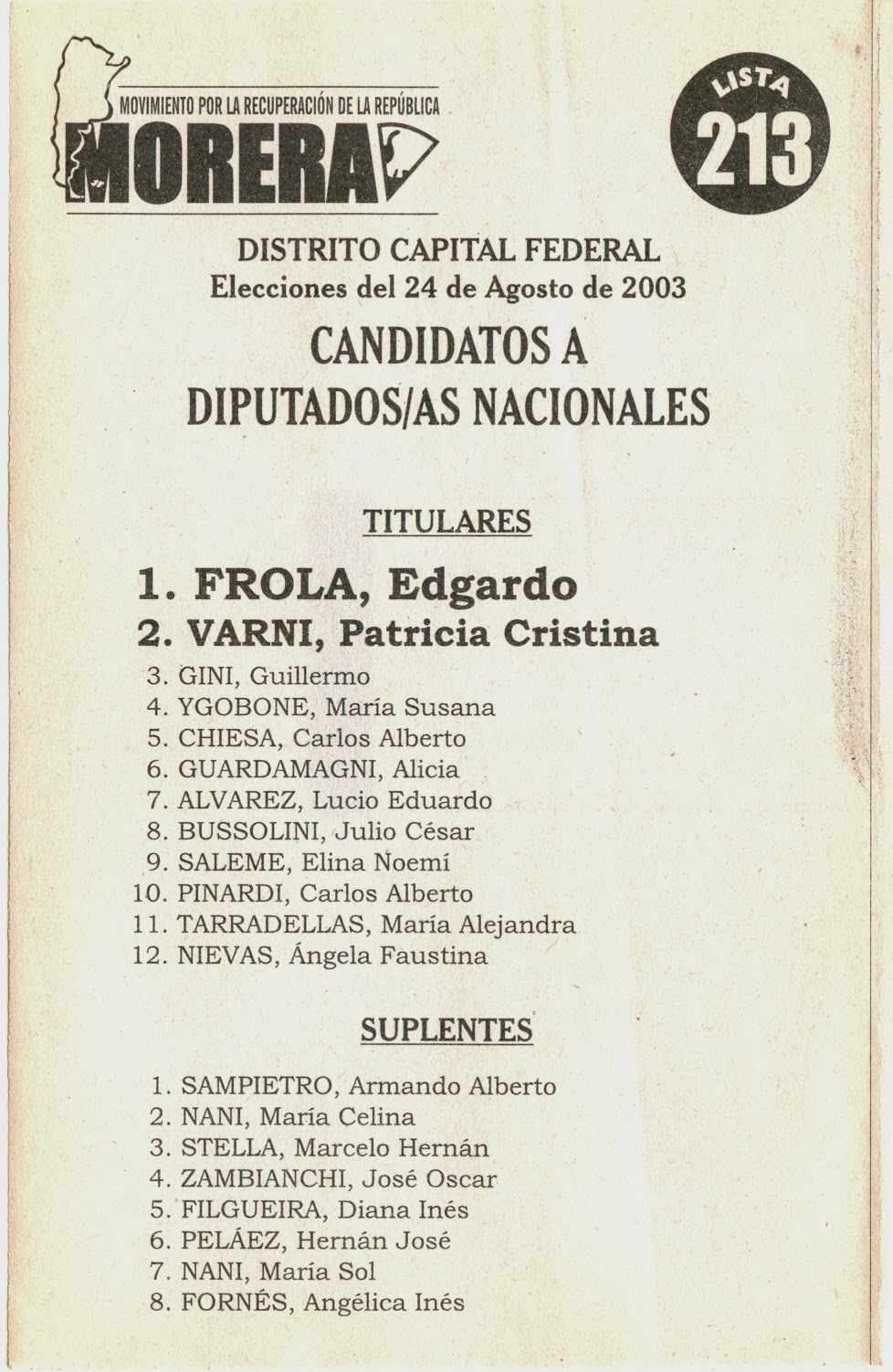
Movimiento por la Recuperación de la República
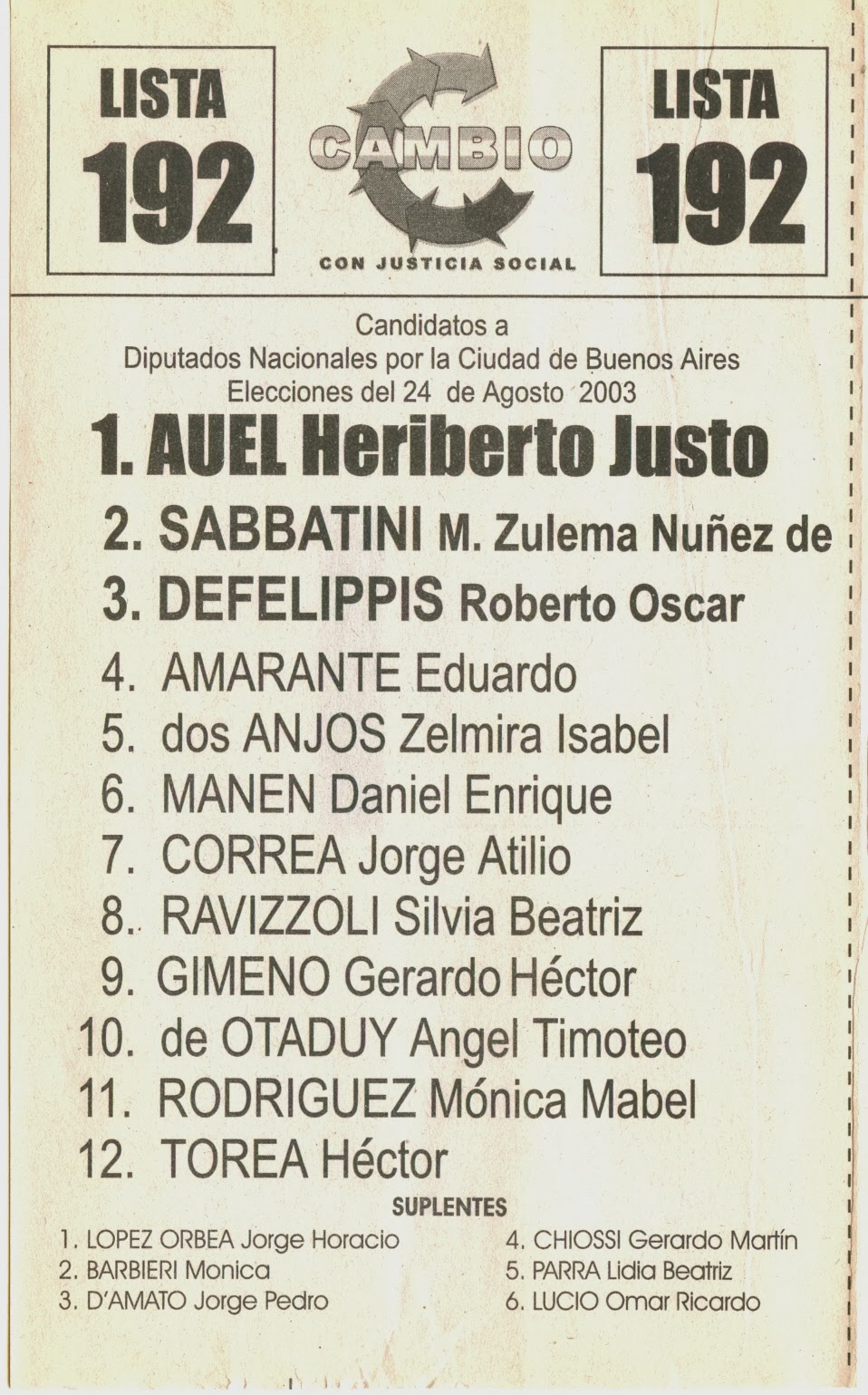
Cambio con Justicia Social
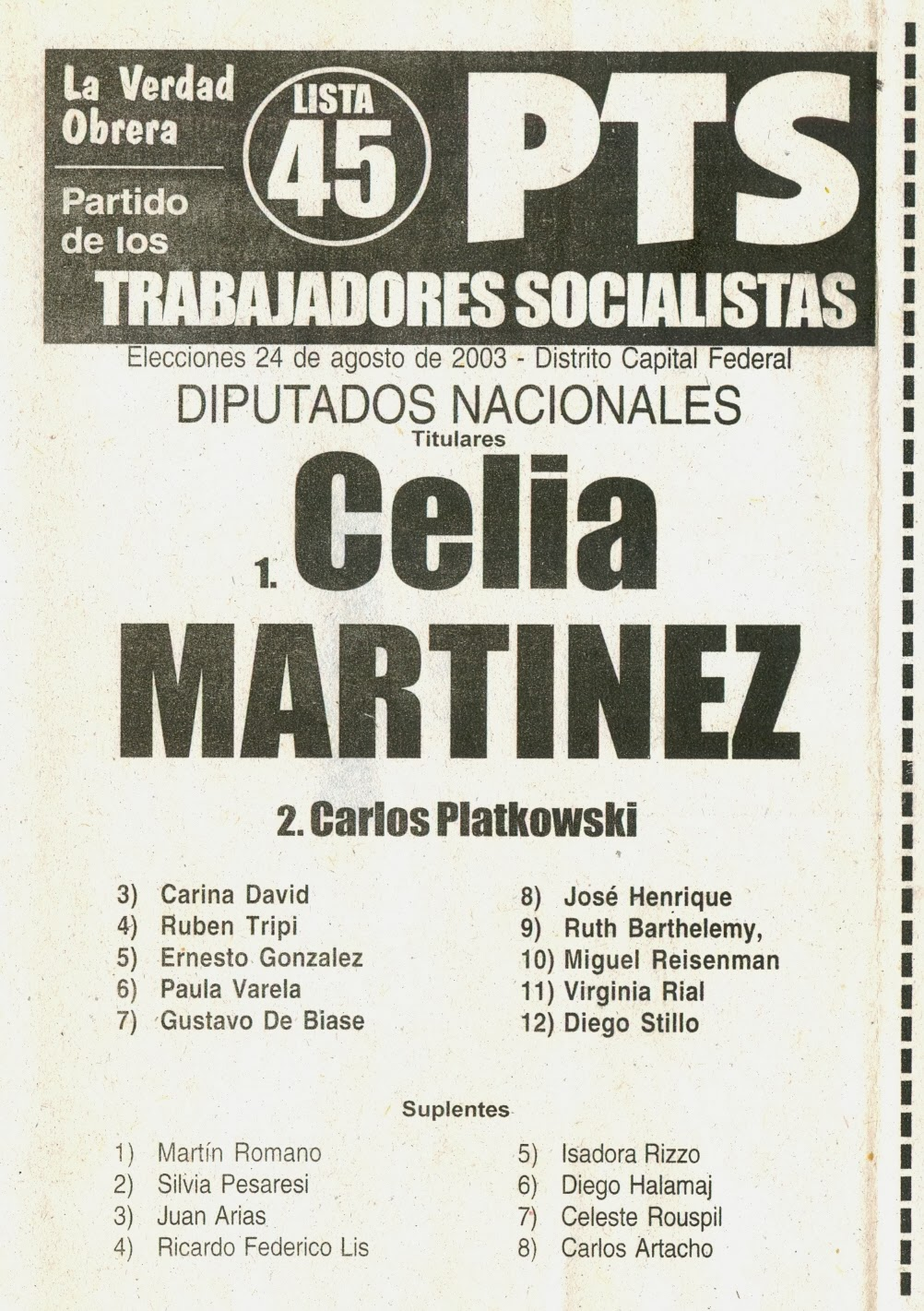
Partido de los Trabajadores Socialistas
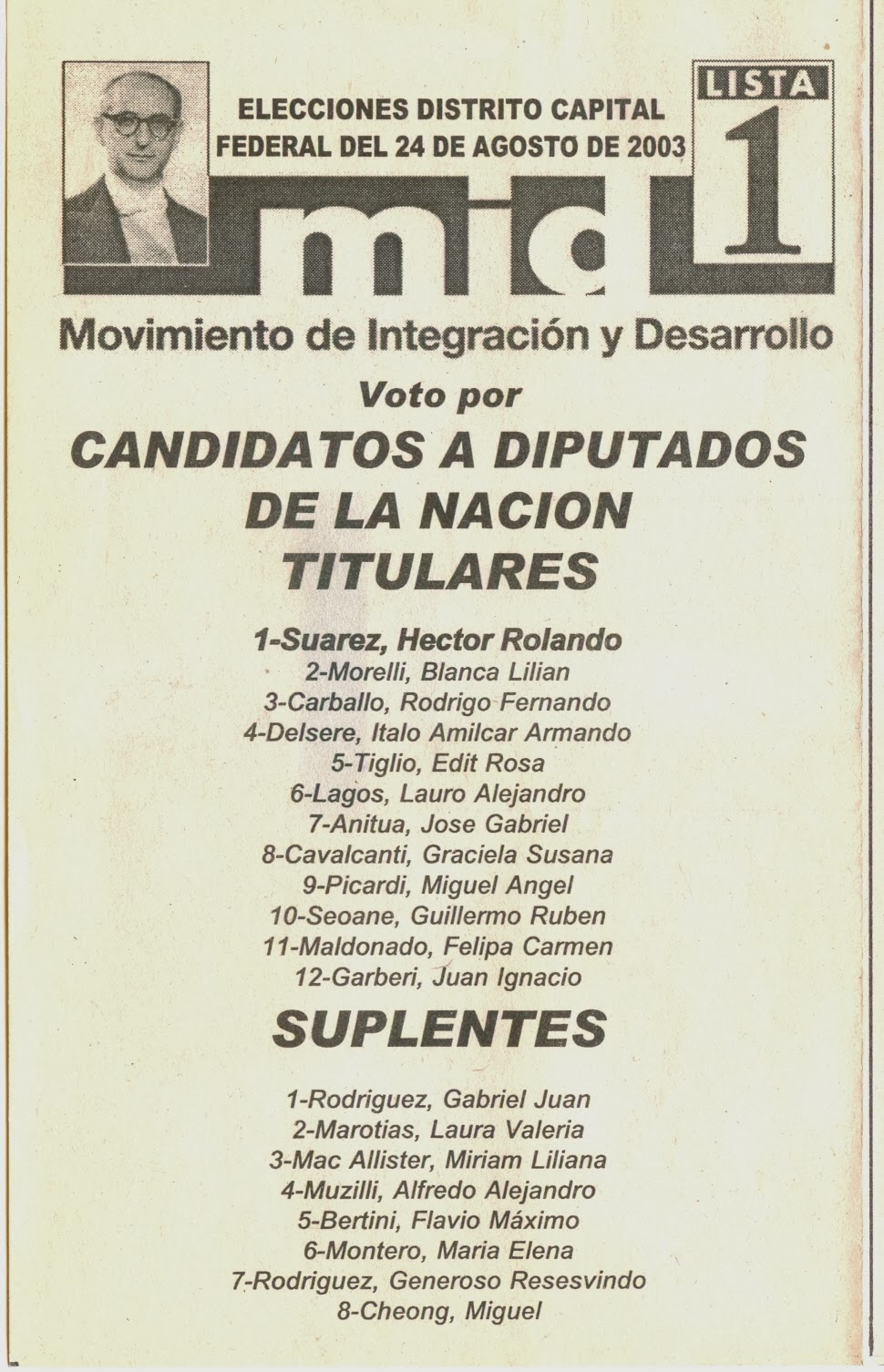
Movimiento de Integración y Desarrollo
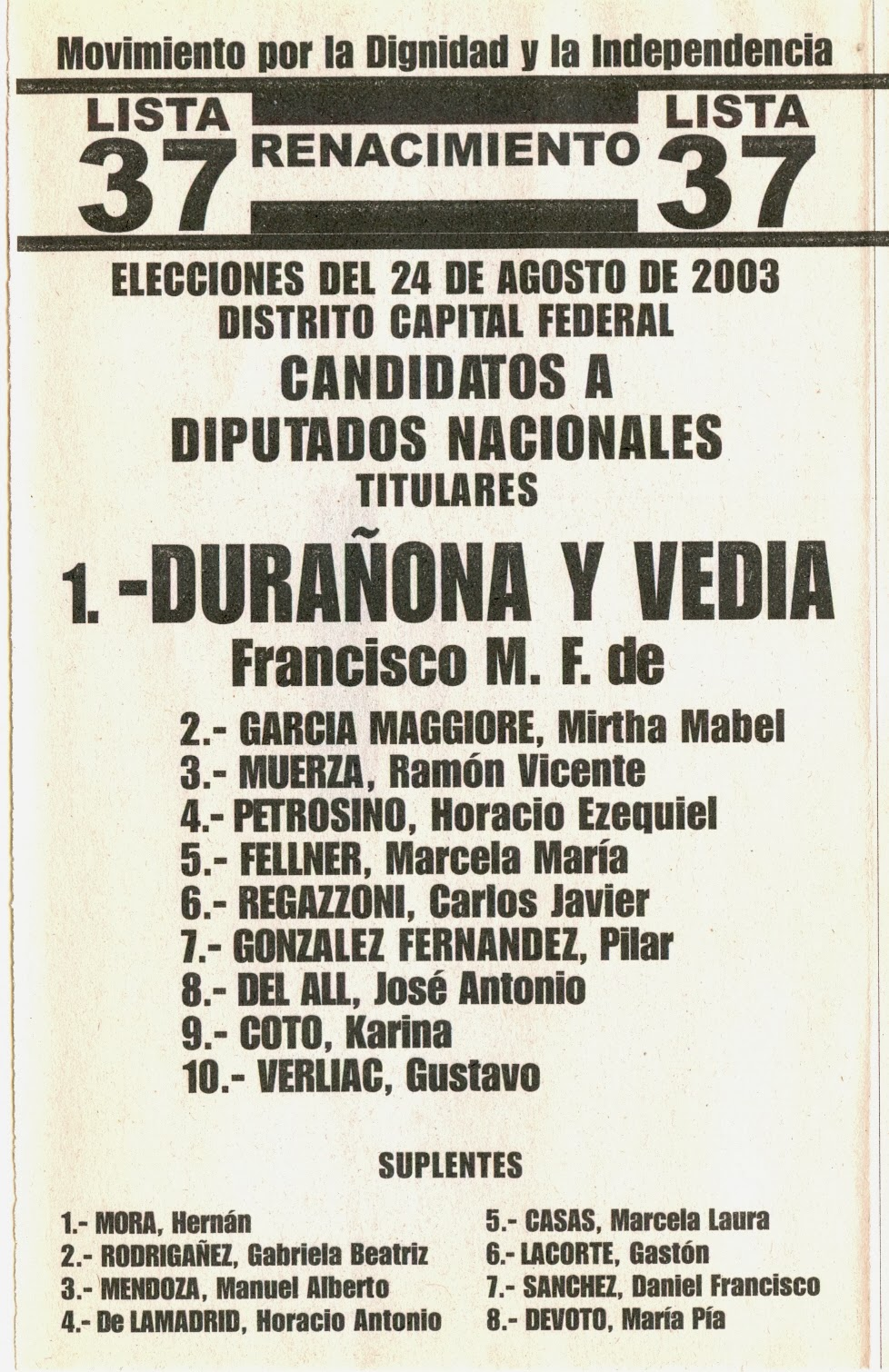
Movimiento por la Dignidad y la Independencia
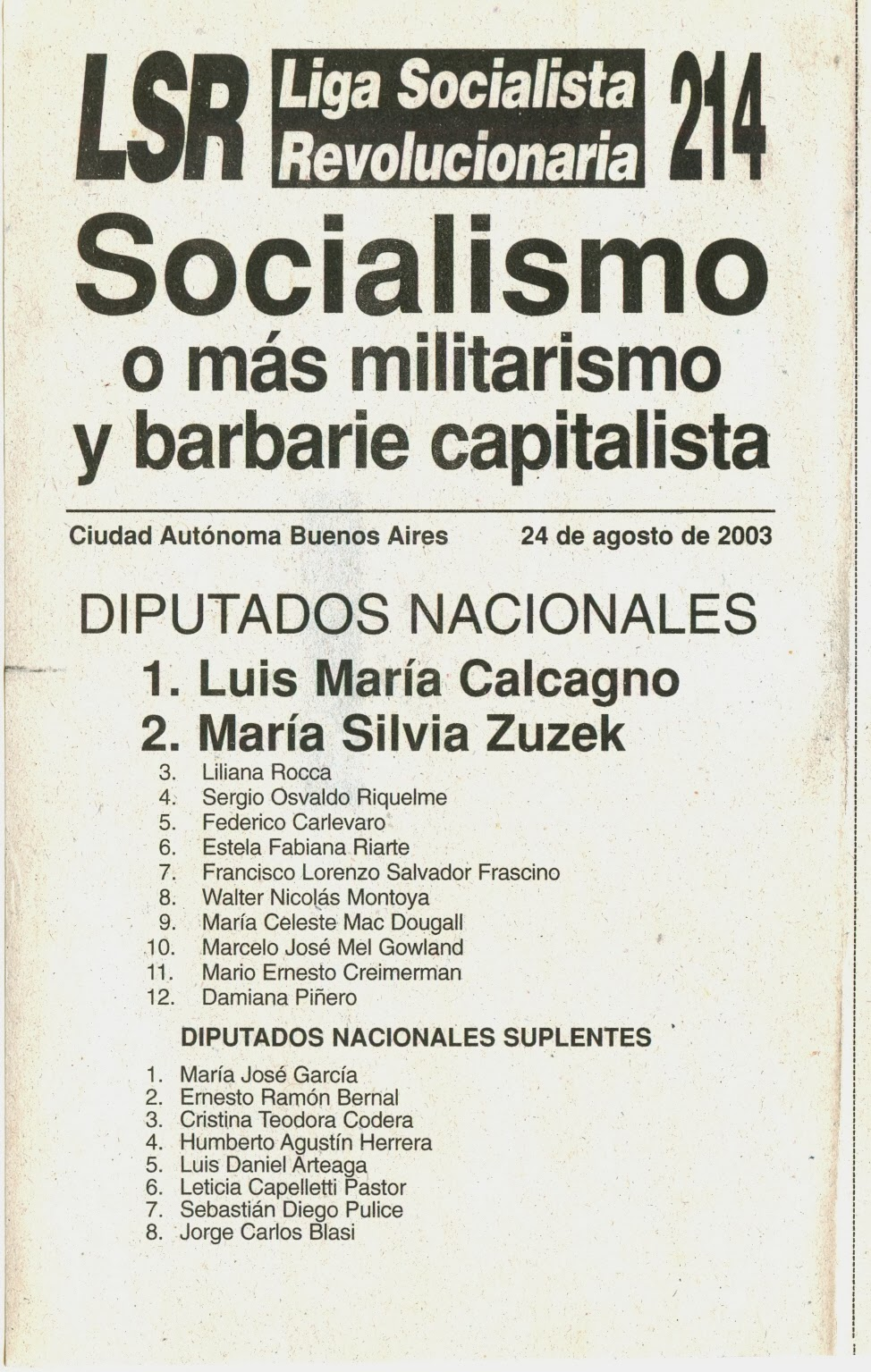
Liga Socialista Revolucionaria
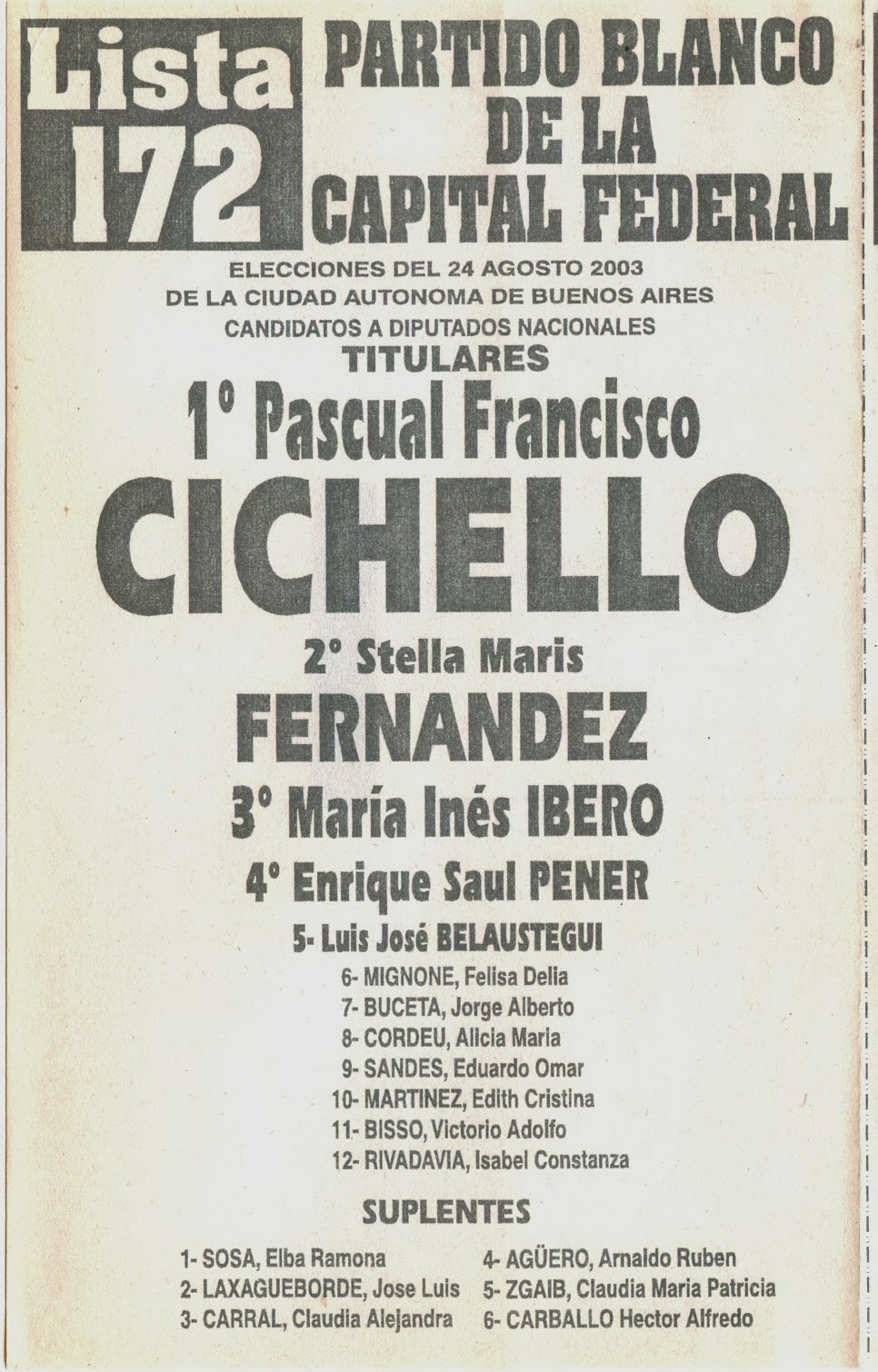
Partido Blanco de la Capital Federal
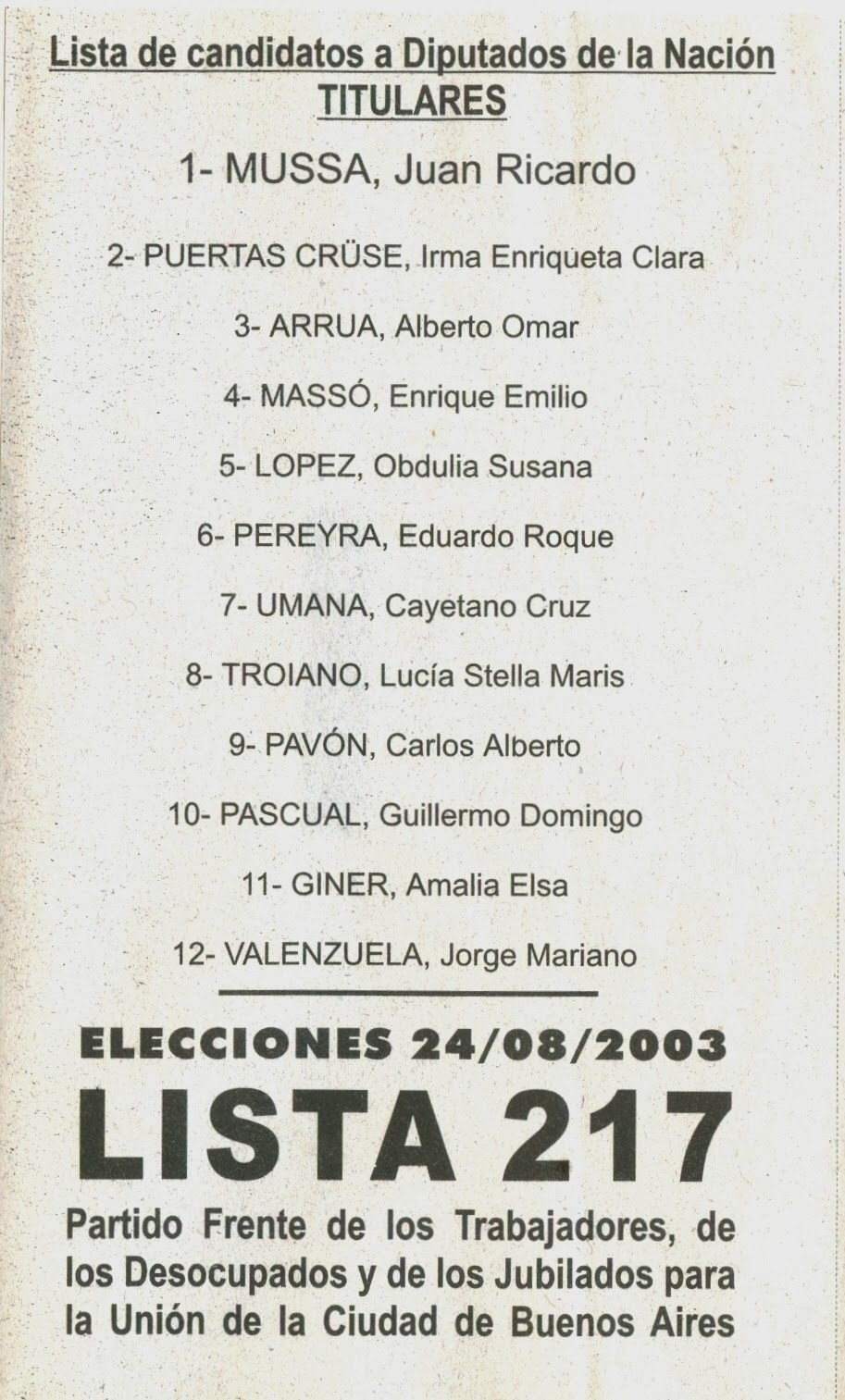
Frente de los Trabajadores, de los Desocupados y de los Jubilados
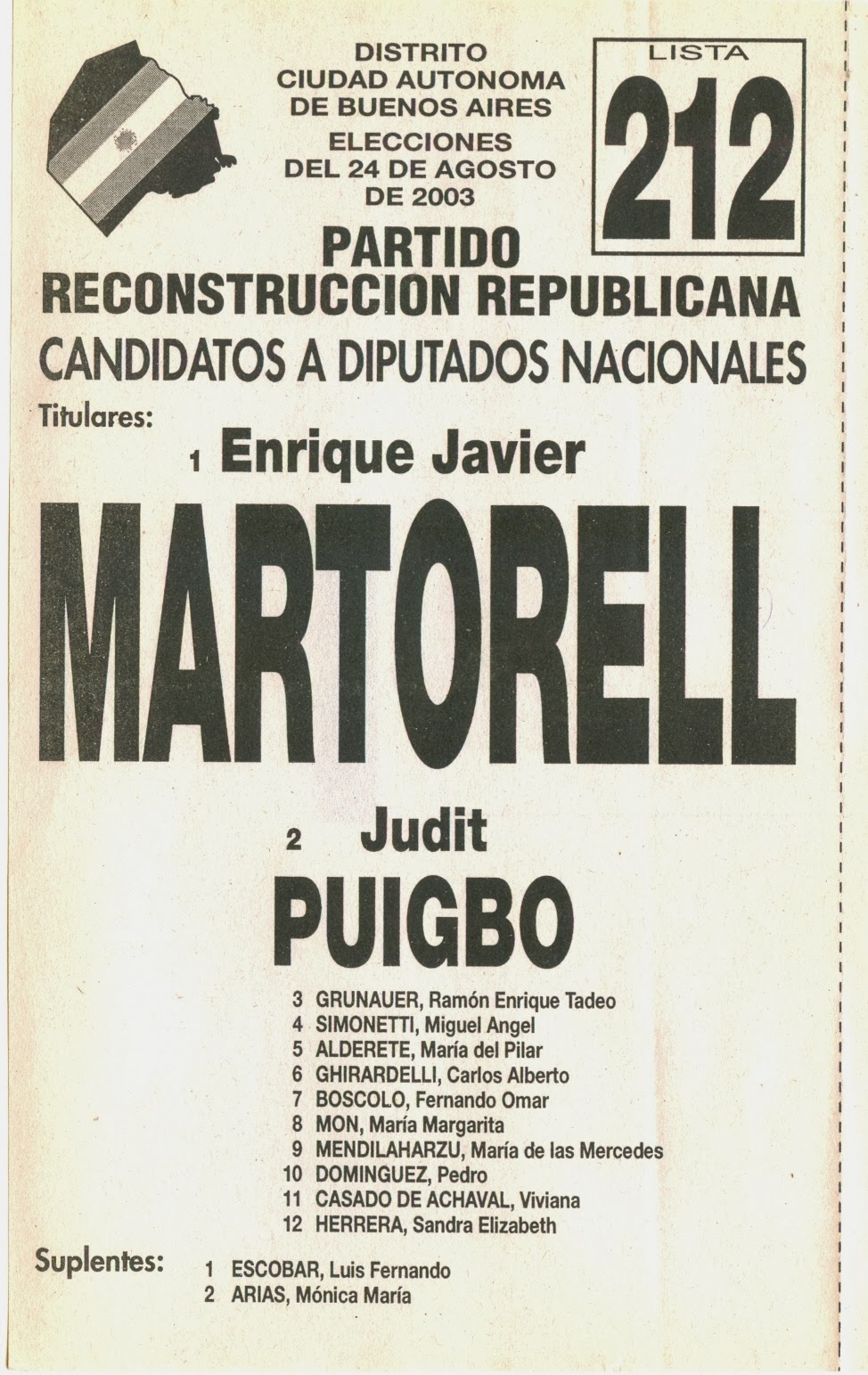
Partido Reconstrucción Republicana
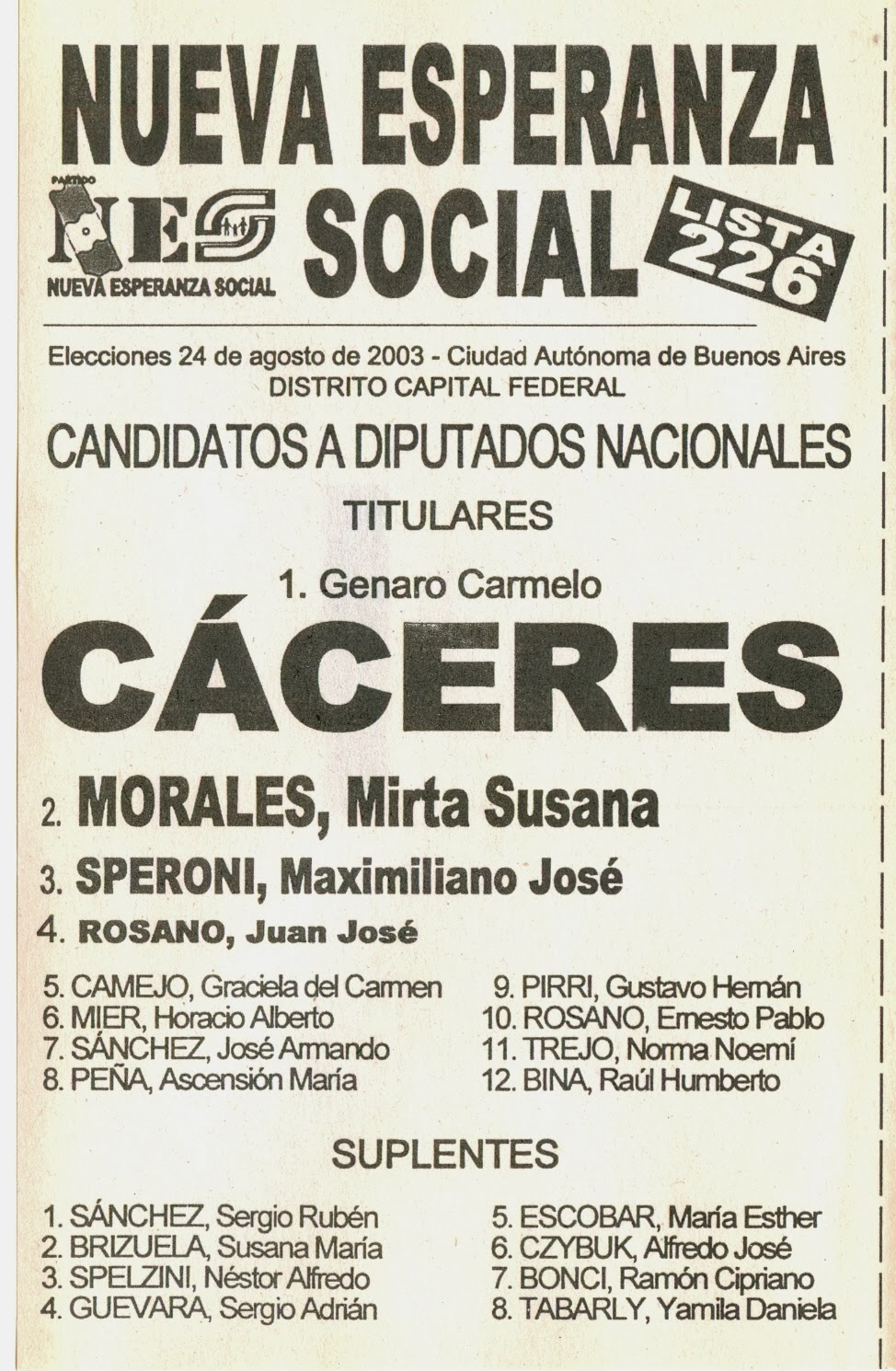
Nueva Esperanza Social
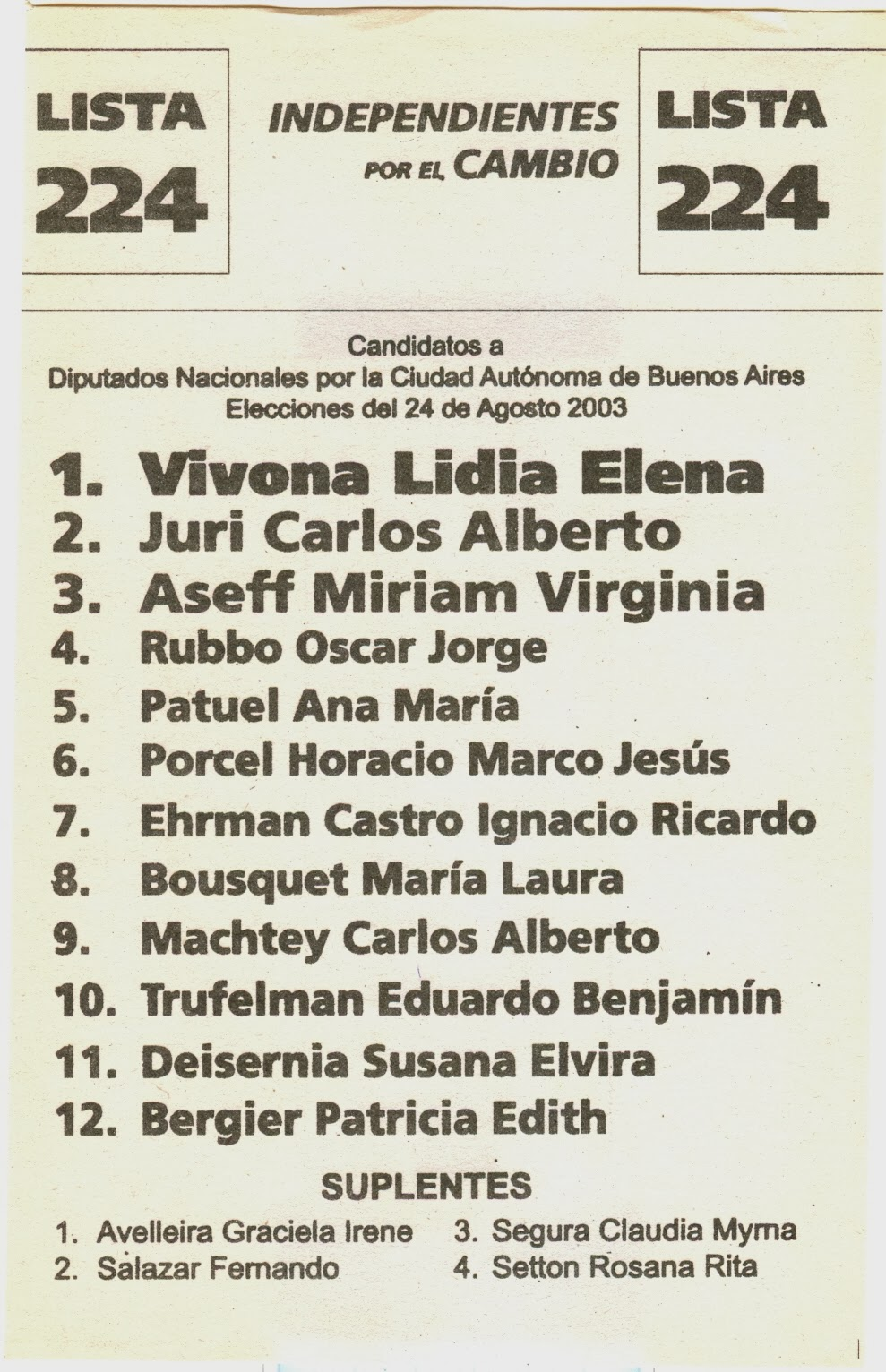
Independientes por el Cambio
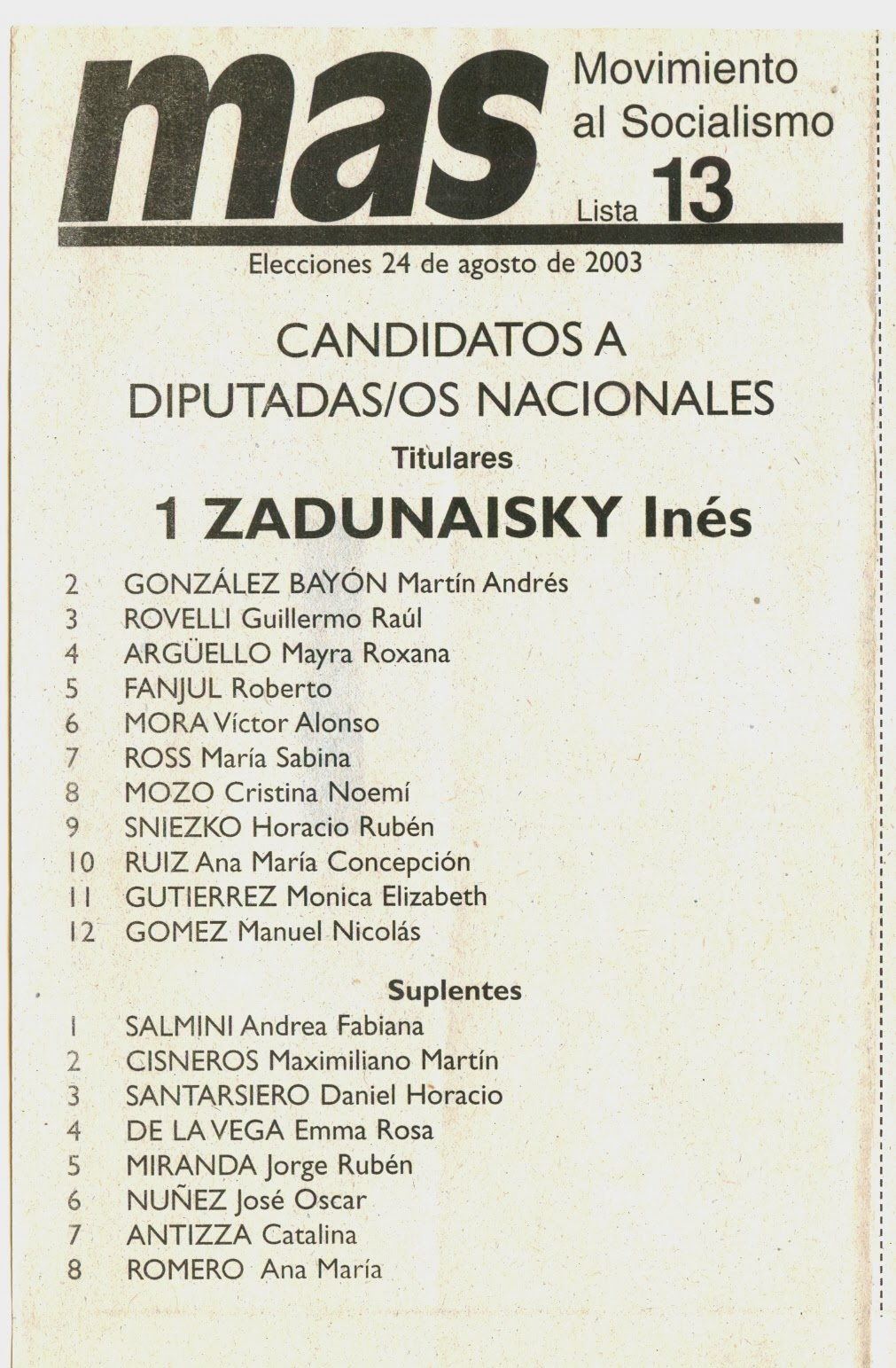
Movimiento al Socialismo
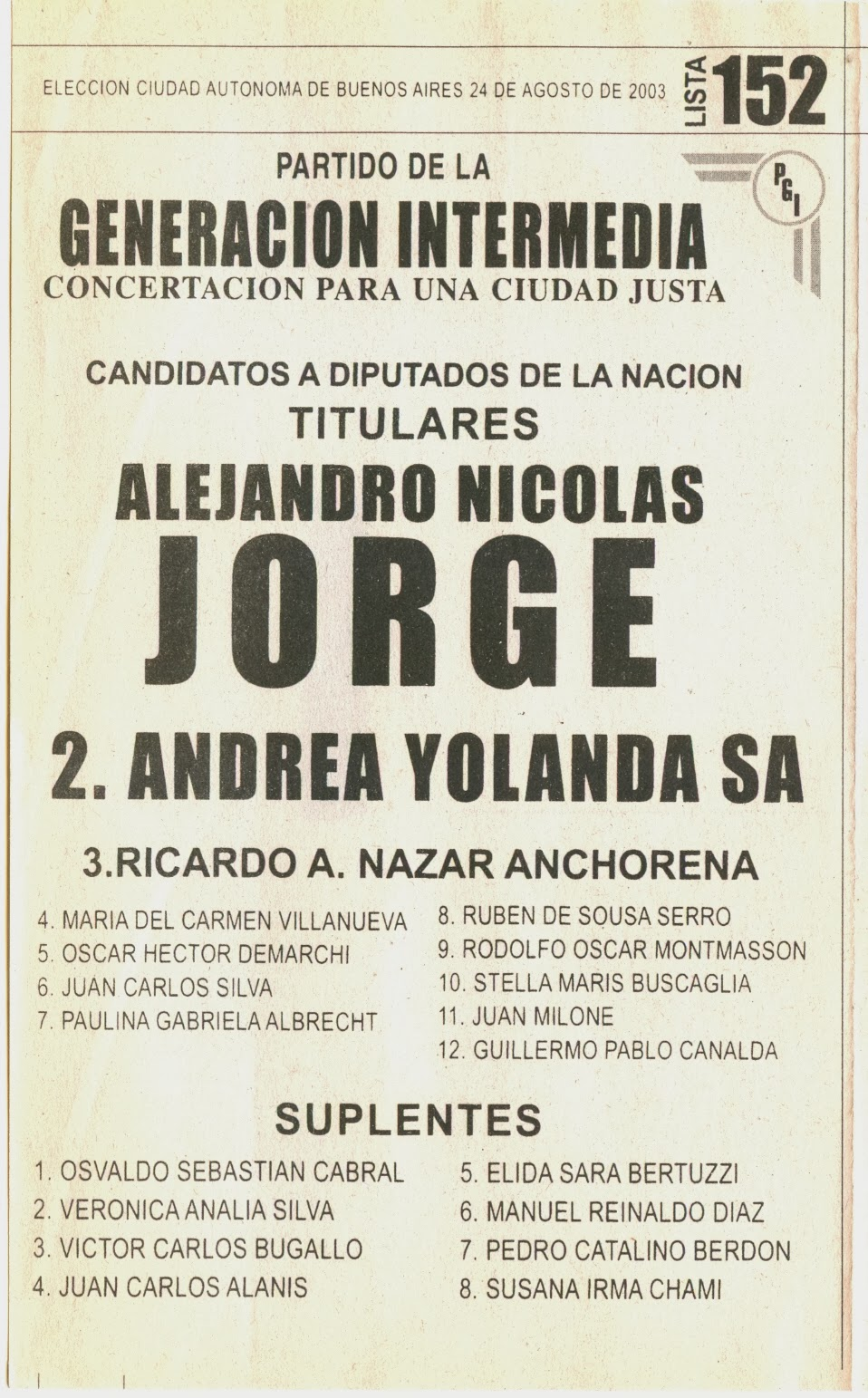
Partido de la Generación Intermedia
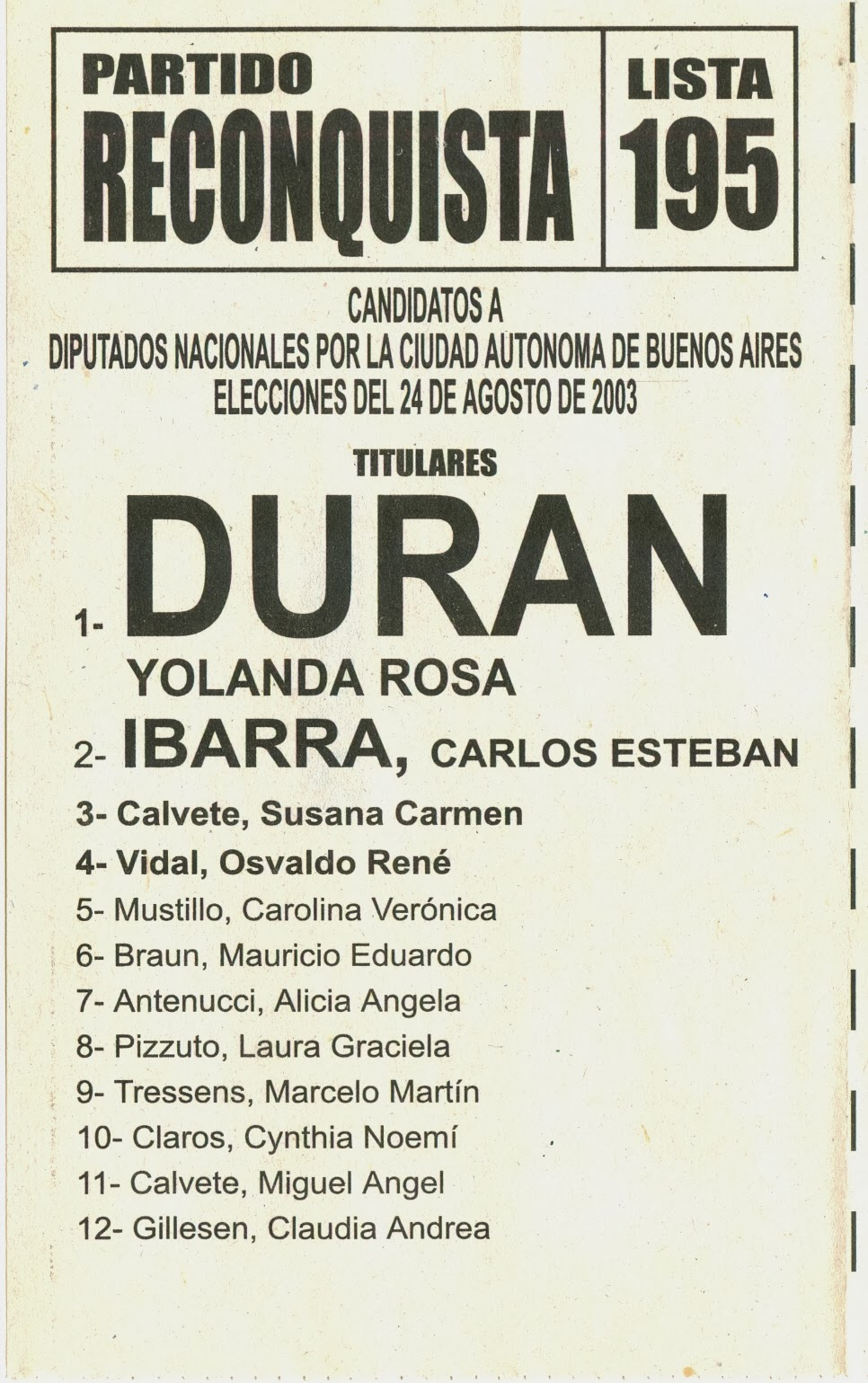
Partido Reconquista
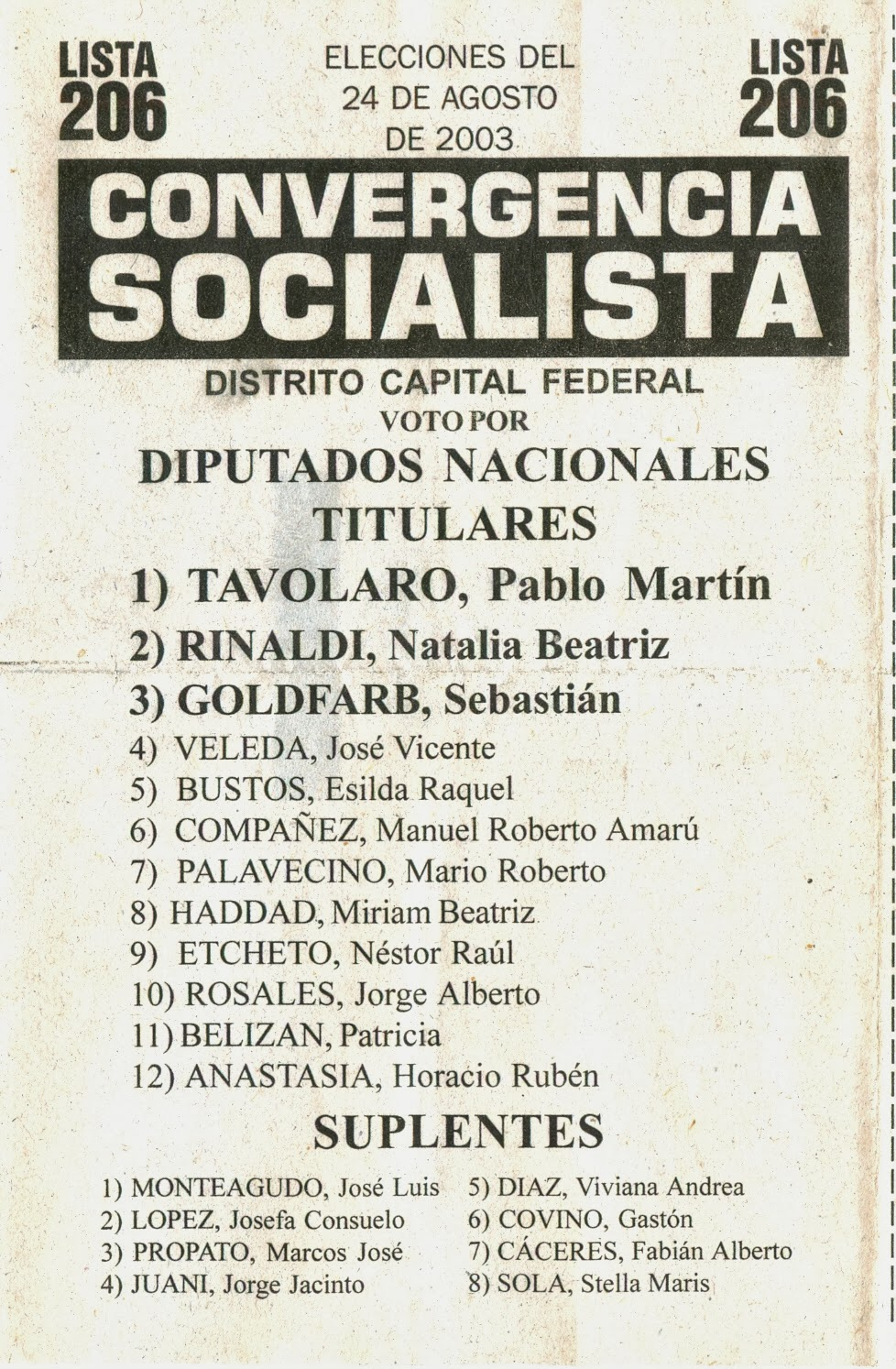
Convergencia Socialista